# Альтюссер, Луи
Луи́ Пьер Альтюссе́р (фр. Louis Pierre Althusser; 16 октября 1918, Бирмандреис, Французский Алжир — 22 октября 1990, Ла Верьер, департамент Ивелин) — французский философ-неомарксист, один из самых влиятельных представителей западного марксизма, создатель структуралистского марксизма, член Французской коммунистической партии (1948—1980), профессор Высшей нормальной школы (Париж). Работы Альтюссера находились на пересечении марксистской традиции и ряда направлений континентальной философии и социальных наук.
Пик популярности Альтюссера пришёлся на 1960-е и 1970-е годы, когда были опубликованы его основные работы — «За Маркса» и «Читать „Капитал“». На фоне общего подъёма французского неомарксизма в начале 1960-х годов Альтюссер предложил новую интерпретацию сочинений Маркса, опираясь на французскую традицию эпистемологии науки, структурализм, спинозизм и психоанализ. Выдвинутые Альтюссером идеи теоретического антигуманизма, эпистемологического разрыва, истории как «процесса без субъекта», сверхдетерминации, теоретической практики широко обсуждались во всём мире. Альтюссер в тот период был ведущим теоретиком Французской компартии и активно участвовал в общественно-политических дискуссиях. Философ постоянно пересматривал свои более ранние взгляды, а в поздний период сблизился с течением постструктурализма.
Альтюссер более тридцати лет преподавал в престижной Высшей нормальной школе, многие его ученики, в том числе Мишель Фуко, Пьер Бурдьё, Жак Деррида, стали впоследствии знаменитыми. Альтюссер оказал значительное влияние на современную общественную мысль, имел последователей в разных частях мира: Великобритании, США, Италии, странах Латинской Америки. Сформулированная Альтюссером теория идеологии, основанная на понятиях интерпелляции и субъективации, является одной из наиболее известных концепций идеологий в современной политической философии, социальных и гуманитарных науках.
К 1980-м годам, в связи с общим упадком марксизма, работы Альтюссера оказались забыты. В 1990-е годы, после посмертных публикаций многочисленных рукописей, писем и автобиографии, интерес к творчеству философа возвращается, зачастую сопровождаясь пересмотром прежних оценок.
Биография Альтюссера трагична. Выходец из семьи французских поселенцев в колониальном Алжире, во время Второй мировой войны он провёл пять лет в лагере для военнопленных. Всю взрослую жизнь философ страдал от психического расстройства, выражавшегося в форме постоянных депрессий. В 1980 году, во время обострения болезни, Альтюссер задушил свою жену и остаток жизни провёл в уединении, подвергаясь постоянным нападкам со стороны своих противников и прессы.

## Биография

### Ранние годы
Родился в Бирмандере (пригород Алжира) в католической мелкобуржуазной семье выходцев из Эльзаса, жившей в Алжире. Его отец, Шарль-Жозеф Альтюссер, был офицером французской армии, а затем банковским служащим и директором марсельского филиала Алжирской банковской компании. Мать, Люсьен-Марта Бергер, набожная католичка, работала школьной учительницей. По воспоминаниям Альтюссера, его алжирское детство было благополучным. Исследователь Мартин Джей отмечал, что Альтюссер, как Камю поколением раньше и Деррида поколением позже, был «продуктом французской колониальной культуры Северной Африки».
В 1930 году семья Альтюссера переехала в Марсель, а в 1936 году — в Лион. Альтюссер учился в школах Алжира и Марселя, а позже — в Лионе, в одном из лучших провинциальных лицеев Франции. В годы учёбы Альтюссер, выходец из консервативной семьи, подвергся влиянию учителей-католиков, философов и историков, а в 1937 году вступил в молодёжную католическую организацию «Jeunesse étudiantes chrêtiennes». Одним из его учителей был католический философ Жан Гитон, который позднее вспоминал, что молодой Альтюссер в 1938 году хотел стать монахом-траппистом. По мнению некоторых критиков Альтюссера, раннее приобщение к католицизму впоследствии повлияло на его подход к учению Маркса.
В лионском лицее Альтюссер прошёл двухлетнее подготовительное обучение («Khâgne»), готовясь к вступительным экзаменам в престижные высшие школы. В июле 1939 года успешно поступил в элитную Высшую нормальную школу (ВНШ). Но ещё до начала учебного года Альтюссер был призван в армию и вскоре, в июне 1940 года, попал в плен в городе Ванне (Бретань) и пять лет войны провёл в концлагере для военнопленных в Шлезвиг-Гольштейне (Северная Германия). Альтюссера вначале отправили на тяжёлые работы, однако он заболел и был переведён на работу санитаром в лагерном лазарете. В своей автобиографии Альтюссер описывал лагерный опыт солидарности, совместной деятельности и общности, который, по его воспоминаниям, открыл ему идею коммунизма. Альтюссер вспоминал:
Впервые я услышал о марксизме в тюремном лагере — его обсуждал парижский юрист на пересылке. Он и оказался первым встреченным мной коммунистом.
В то же время пребывание в концлагере ухудшило его психическое здоровье, что выражалось в постоянных депрессиях, которые продолжались до конца жизни. По мнению биографа Элизабет Рудинеско, опыт абсурдной войны был решающим для философского поколения Альтюссера; к окончанию войны Альтюссер был охвачен внутренним смятением — слава и героизм, как, впрочем, и подозрения в коллаборационизме, не затронули его.
После освобождения и окончания войны в 1945 году Альтюссер возобновил обучение в Высшей нормальной школе. В 1946 году завязал дружеские отношения с переводчиком Гегеля и Гессе Жаком Мартином, который позже совершит самоубийство. Альтюссер посвятит Мартину свою книгу «За Маркса». В ВНШ он дружил с Мишелем Фуко, Жаном-Туссеном Десанти и вьетнамским философом Чан Дык Тхао. Под влиянием Мартина Альтюссер начал серьёзно изучать Гегеля и французских философов науки Жана Кавайеса и Жоржа Кангилема. Интерес к феноменологии Гегеля был связан и с гегелевским «ренессансом» во Франции в 1930-х и 1940-х годах. Альтюссер не принимал кожевскую трактовку «Феноменологии духа» Гегеля (работа Кожева была опубликована в 1947 году; Альтюссер написал на неё короткую рецензию «Человек, эта ночь»), поскольку отказывался выводить философию Маркса из гегелевской диалектики господина и раба. По мнению исследователя Грегори Эллиота, Альтюссер в те годы был гегельянцем, хотя и недолго. Выпускная работа, написанная под руководством Гастона Башляра, называлась «О понятии содержания в философии Гегеля» (опубликована в 1992 году).
Во время учёбы в ВНШ молодой Альтюссер оставался католиком и состоял в католических организациях, поддерживая отношения с левым движением «священников-рабочих».

### Начало карьеры. Первые публикации
Завершив своё обучение в 1948 году, Альтюссер получил диплом философа. В том же году выдержал конкурс на замещение должности преподавателя вуза («агреже») и был назначен ассистентом в ВНШ, где позднее занимал должности преподавателя философии, старшего преподавателя и лектора, вёл собственные тематические курсы по философии и отдельным философам. C 1948 года был куратором курса («кайман» на студенческом жаргоне), готовил студентов к выпускным экзаменам, среди его учеников оказались Жак Деррида, Пьер Бурдьё, Мишель Фуко и Мишель Серр. В 1950 году стал секретарём секции гуманитарных и социальных наук ВНШ. В общей сложности Альтюссер провёл в ВНШ тридцать пять лет, до 1980 года. Все эти годы Альтюссер имел большое влияние в ВНШ, постоянно организовывал лекции и семинары с участием ведущих французских философов.
В конце 1940-х годов Альтюссер постепенно уходил от католицизма в сторону коммунизма. На политическое образование Альтюссера во многом повлияла и дружба с Мартином, который был активистом компартии. В первые послевоенные годы ФКП была одной из самых влиятельных политических сил: многие французские интеллектуалы вступали в неё. Альтюссер вспоминал:
Коммунизм витал в воздухе в 1945 году, после разгрома Германии и победы под Сталинградом, надежд и уроков Сопротивления.
Альтюссер стал членом ФКП в ноябре 1948 года, вёл активную деятельность, участвуя, в частности, в левом «Движении за мир». Вступив в ФКП, Альтюссер, тем не менее, несколько лет сохранял католические убеждения. В 1949 году философ высказывался по поводу отношений между католической церковью и рабочим движением, выступая одновременно за социальное освобождение церкви и «религиозную реконкисту». Вероятно, непростое двойственное положение сохранялось дольше, чем Альтюссер открыто признавал — вплоть до начала 1950-х годов, когда Ватикан запретил католикам участвовать в движении «священников-рабочих» и других левых движениях, которые много значили для Альтюссера.
В течение всей жизни Альтюссер почти не писал крупных работ. Его наследие включает сборники ранее прочитанных лекций, черновые версии неопубликованных книг, незаконченные фрагменты. Как правило, книги создавались на основе компиляций статей по схожей тематике. Альтюссер с 1946 года писал статьи, посвящённые христианству, политике, философии истории и текущим политическим событиям (например, процессу Райка в Венгрии). Первая статья об актуальности христианства в современном мире, опубликованная в католическом издании «Пленённое евангелие», отвечала на вопрос «Провозглашена ли благая весть сегодняшним людям?». В тот же период занимался философией французского Просвещения, по которой готовил в 1949—1950 годах проект большой диссертации на тему «Политика и философия в XVIII веке» и небольшое исследование по Руссо. В 1950 году диссертация была представлена Жану Ипполиту и Владимиру Янкелевичу, однако в итоге её отклонили. Позже Альтюссер писал, что эта работа всегда сохраняла для него значимость, что нашло воплощение в книге о Монтескьё и более поздних работах о Руссо. В начале 1950-х годов Альтюссер окончательно дистанцировался от Гегеля, учение которого стало для него «буржуазной» философией.
С 1953 по 1960 год Альтюссер почти ничего не публиковал по марксистской тематике. Но преподавательская деятельность создала ему репутацию философа и исследователя. В 1955 году Альтюссер опубликовал в журнале «Revue de l’enseignement philosophique» открытое письмо Полю Рикёру «Об объективности истории», посвящённое вопросам научных основ истории; письмо было ответом на жёсткую критику Рикёром книги Раймона Арона «Введение в философию истории». В 1959 году вышла его первая книга — о философии Монтескьё. В 1960 году Альтюссер перевёл, отредактировал и опубликовал избранные работы Фейербаха 1839—1845 годов, написав предисловие к сборнику его текстов.

### 1960-е годы: главные работы
В 1961 году с публикации статьи «О молодом Марксе — вопросы теории» в журнале «La Pensée» началась серия работ о Марксе, принёсших Альтюссеру известность. Альтюссер включился в разгоравшиеся среди французских марксистов дебаты о Марксе и марксистской философии. Дебаты проходили тремя разными способами: через публикации книг, полемику в газете «La Nouvelle Critique» (в 1964—1965 годах) и на пленуме ФКП в 1966 году.
В 1964 году в «La Nouvelle Critique» выходит статья «Фрейд и Лакан», посвящённая психоанализу и марксизму во Франции. Тогда же ВНШ по инициативе Альтюссера приглашает Лакана для ведения семинаров. На первом же семинаре упоминается Спиноза. К тому же периоду интенсивной творческой и преподавательской активности относится цикл семинаров Альтюссера по следующим темам: «Ранние работы Маркса» (1961—1962), «Истоки структурализма» (1962—1963; на семинаре разбиралась и «История безумия» Фуко, которую Альтюссер оценивал очень высоко), «Лакан и психоанализ» (1963—1964), «Читать „Капитал“» (1964—1965). Последний семинар послужил базисом для одноимённой коллективной работы. В семинарах участвовали, в частности, Этьен Балибар, Ален Бадью, Пьер Машерей, Доминик Лекур, Режи Дебре, Жак Рансьер, Жак-Ален Миллер.
«За Маркса» (1965, сборник текстов, опубликованных с 1961 по 1965 годы) и «Читать „Капитал“» (1965, соавторы Ж. Рансьер, П. Машерей, Э. Балибар и Р. Эстабле) приносят Альтюссеру международную известность, хотя и подвергаются серьёзной критике. Он становится одним из ведущих теоретиков ФКП. В этих книгах Альтюссер предлагает радикальную для того времени трактовку Маркса. На протяжении двух десятилетий его работы имеют влияние на марксистские дебаты. Пик полемики пришёлся на середину 1960-х годов, она имели широкий резонанс, а две главные книги Альтюссера стали бестселлерами. В ходе дебатов, проходивших на фоне критики культа личности Сталина, «гуманисты» противостояли «сциентистам»; лидером последних был Альтюссер, выступавший с позиций «теоретического антигуманизма». Альтюссер вспоминал, что в борьбе против «гуманизма» и, одновременно, против сталинистского диамата он, помимо строго научных целей, преследовал и политические. Хотя имевший большое влияние в те годы гуманизм и антисталинизм Жана-Поля Сартра тоже был левым, его волюнтаризм не способствовал выработке последовательной политической тактики или стратегии. У марксистов-гуманистов из французской компартии научный марксизм ассоциировался со сталинизмом. Поэтому интеллектуальные манёвры Альтюссера по радикальной интерпретации Маркса совершались в достаточно сложной обстановке.
В середине 1960-х годов под влиянием работ Альтюссера в ФКП сформировалась фракция его сторонников, состоявшая в основном из молодых интеллектуалов. Официальное руководство оставалось на позициях сталинистского марксизма, подвергаясь критике как «слева», со стороны формировавшихся маоистских групп, так и «справа» — со стороны гуманистов. Левые группы (маоисты и троцкисты) выступали против превращения партии в парламентскую структуру. Альтюссер, вначале осторожно, а затем более явно идентифицировал себя с маоистской левой критикой сталинизма (первое упоминание им Мао Цзэдуна датировалось 1962 годом). В конце 1966 года Альтюссер опубликовал в одном из маоистских журналов неподписанную статью «О культурной революции», имевшую большой резонанс. Философ оценивал начавшуюся Китайскую культурную революцию как «беспрецедентный исторический факт», представляющий «огромный теоретический интерес». Ссылаясь на опыт культурной революции, Альтюссер выступил против превращения ФКП в партию парламентского типа и призвал к её реформированию с опорой на массовость и спонтанность революционного движения.
К тому времени популярность Альтюссера во Франции настолько выросла, что редкая интеллектуальная дискуссия о политике, идеологии или вопросах теории обходилась без упоминания его работ. С 1965 года для издательства «Масперо» Альтюссер начал редактировать серию «Теория», в которой публиковались он и его сторонники. Ключевые события в теоретической борьбе состоялись в 1966 году. В январе прошла конференция философов-коммунистов в Шуази-ле-Руа. На конференции лидер гуманистов Роже Гароди произнёс «обвинительную речь» против теоретического антигуманизма. Альтюссер при этом отсутствовал, было зачитано его письмо. Полемика стала пиком долгого конфликта между сторонниками Альтюссера и Гароди. В марте прошёл пленум Центрального Комитета ФКП в Аржантёе (пригороде Парижа), где председательствовал Луи Арагон. По результатам рассмотрения тезисов Альтюссера и Гароди руководство приняло решение (его зачитал философ Люсьен Сэв) поддержать позицию Гароди, хотя и последний подвергся критике. Теоретический антигуманизм был назван тупиковым подходом, исключавшим понятие человека и неверно трактующим вопросы общественных отношений и классовой борьбы, в резолюции утверждалось, что теория ведёт к «идеалистической антропологии» и «историческому скептицизму». Генеральный секретарь партии Вальдек Роше заявил, что «коммунизм без гуманизма — не коммунизм». В конце 1966 года 600 студентов-маоистов были официально изгнаны из ФКП. После пленума Альтюссер подготовил большое письмо в ЦК ФКП с критикой теоретических проблем в резолюции, но так его и не отправил. Решение руководства поддержать Гароди в дальнейшем уменьшило влияние Альтюссера в ФКП.
В том же 1966 году Альтюссер опубликовал несколько статей о Руссо. В 1967 году написал большую статью «Историческая задача марксистской философии» для публикации в советских «Вопросах философии», однако в советском журнале она не была принята и вышла на венгерском языке годом позже. Тогда же Альтюссер организовал в ВНШ группу «Спиноза» по теоретическим и политическим вопросам. Участники группы, среди которых был Ален Бадью, скрывались под псевдонимами, по примеру многочисленных подпольных организаций того времени. В 1967 и 1968 годах, вплоть до майских событий, Альтюссер вместе со своими учениками провёл в ВНШ «Курс философии для учёных». Часть материалов составила книгу «Философия и спонтанная философия учёных» (1974). Во Французском философском обществе 24 февраля 1968 года Альтюссер прочитал лекцию «Ленин и философия» (была издана в 1969 году).

### После 1968 года
Во время событий мая 1968 года Альтюссер был госпитализирован из-за депрессивного срыва и отсутствовал в Латинском квартале. Многие из его студентов участвовали в событиях, а Режи Дебре стал международной революционной знаменитостью. Молчание Альтюссера было отрицательно встречено радикально настроенными студентами, на стенах домов писали: «A quoi sert Althusser? Althusser — a rien». Он подвергался резкой критике со стороны леворадикальной маоистской газеты «Дело народа», которая называла его ревизионистом. С этого момента его влияние среди студентов пошло на спад. Пассивность Альтюссера осудили некоторые из его сторонников, прежде всего ученик Жак Рансьер.
В ответ на критику Альтюссер позже предпринял попытку «самокритики» и выразил своё отношение к майским событиям в последующих публикациях и письмах, в частности, в статье «По поводу статьи Мишеля Верре о Студенческом мае», опубликованной в журнале «La Pensée» летом 1969 года. Его позиция была двойственной. С одной стороны, Альтюссер называл майские события «самым важным событием в западной истории со времени Сопротивления и победы над нацизмом» и пытался примирить студентов-радикалов и ФКП, но на условиях компартии; с другой стороны, Альтюссер принял официальный аргумент ФКП против «инфантильного беспорядка» анархического утопизма, который «заразил» студенческое движение. Философ не выступил против советского вторжения в Чехословакию, осудив его много позже, в «Элементах самокритики» (1974). Отношение к Альтюссеру со стороны руководства ФКП было скорее негативным, хотя «Юманите» публиковала в то время фрагменты его предисловия к переизданию «Капитала».
В 1969 году была написана, но в итоге не опубликована, работа «Государство, право, надстройка» (полностью издана в 1995 году), частью которой являлась знаменитая статья «Идеология и идеологические аппараты государства», вышедшая в журнале «La Pensée» в 1970 году. В том же году Альтюссер написал предисловие к книге чилийского социолога-марксиста Марты Харнеккер «Основные положения исторического материализма», опубликованной в Мексике и Аргентине и ставшей бестселлером. К этому времени Альтюссер снискал большую популярность в Латинской Америке: некоторым левым активистам и интеллектуалам он представлялся практически новым Марксом, хотя его работы были предметом острых дискуссий и резкой критики. На рубеже 1960-х и 1970-х годов его главные работы переводятся на английский: «За Маркса» — в 1969 году, «Читать „Капитал“» — в 1970 году, после чего альтюссеровские идеи получили широкое распространение среди англоязычных марксистов.
В 1970-е годы Альтюссер интенсивно работал в ВНШ, круг его административных обязанностей был довольно широким. Он издавал серию «Теория». ФКП к началу 1970-х годов вступила в период внутренних конфликтов по теоретическим вопросам, которые происходили на фоне возникновения еврокоммунизма. Альтюссеровский структуралистский марксизм в тех условиях представлял собой одно из более или менее оформленных направлений. Альтюссер критиковал как парламентскую стратегию левого единства, так и остатки сталинизма, всё ещё официально не отвергнутого руководством ФКП. Одним из самых обсуждаемых вопросов был тезис о «диктатуре пролетариата», от которого ФКП официально отказалась на съезде в 1976 году. Альтюссер подверг резкой критике форму, в которой это было сделано, а позже выразил свою позицию в серии публикаций «Что должно измениться в коммунистической партии» в «Le Monde» (1978). Альтюссер и его единомышленники постепенно сдавали свои позиции в компартии, превращаясь в маргинальную группу, состоявшую в основном из студентов и интеллектуалов. Они пытались отстаивать свои позиции внутри партии, но поражение Альтюссера было бесспорным. При этом политическое размежевание в ФКП по принципу правые или левые могло быть условным: Альтюссер часто имел схожие позиции, например, с правым коммунистом Жаном Элленштейном.
Альтюссер продолжал участвовать в разных публичных мероприятиях ФКП: в 1973 году в организованной газетой «Юманите» дискуссии «Коммунисты, интеллектуалы и культура» (совместно с Жаном Элленштейном и Луи Арагоном), в 1976 году — в Празднике книги. В 1975 году Альтюссер получил докторскую степень в Амьенском университете по совокупности опубликованных трудов. В 1976 году вышел сборник статей разных лет «Позиции». В июле того же года философ читал лекции в университетах Мадрида и Барселоны, а в ноябре 1977 года сделал доклад «Наконец-то кризис марксизма!» на конгрессе в Венеции, организованным итальянским левым журналом «Il Manifesto». Доклад «Одиночество Макиавелли» был представлен на конференции в Национальном фонде политических наук (1977). К 1978 году относятся «ревизионистский» текст «Маркс в своих границах» (опубликован в 1994 году) и статья о марксизме для итальянской Enciclopedia Europea. В 1979 году Альтюссер должен был делать доклад о психоанализе на франко-советской конференции в Тбилиси, однако отказался от участия.

### Болезнь. Личная жизнь
Альтюссер всю взрослую жизнь страдал биполярным расстройством, у него бывали частые депрессии, начавшиеся, вероятно, ещё в 1938 году и ставшие регулярными после его пятилетнего пребывания в немецком плену. Большую часть жизни он прожил в квартире в здании ВНШ, редко покидая её. Начиная с 1950-х годов находился под постоянным медицинским наблюдением, часто проходил психиатрическое и химиотерапевтическое лечение в клиниках, включавшее и радикальные методы лечения (электрошок). Альтюссер не ограничивал себя в прописанных врачами медикаментах и практиковал самолечение, употребляя разные лекарства в сочетании с алкоголем. Лечился он и с помощью психоанализа. По сведениям Э. Рудинеско, Альтюссер с 1965 года начал проходить постоянные сеансы у психоаналитика Рене Диаткина, который был его лечащим врачом примерно до 1987 года. Болезнь влияла на научную продуктивность: например, в 1962 году философ начал писать книгу о Макиавелли во время депрессивного обострения и в итоге провёл 3 месяца в клинике. Во время событий мая — июня 1968 года Альтюссера обвиняли в пассивности, хотя он в это время находился на лечении. В 1976 году Альтюссер подсчитал, что из прошедших 30 лет 15 он провёл в больницах и психиатрических клиниках.
В 1946 году Альтюссер встретил свою будущую жену — бывшую участницу Сопротивления и левую активистку, социолога Элен Ритман, еврейку российского происхождения. Они оформили брак только в 1976 году, после 30 лет совместной жизни. Элен Ритман участвовала в Сопротивлении с Жаном Бофре и вступила в ФКП. В конце 1940-х годов её исключили из партии по неясным причинам, формально обвинив в «троцкизме» и «преступлениях». Вероятно, речь шла о казнях бывших коллаборационистов, в которых участвовала Элен. Альтюссер долгое время пытался восстановить репутацию Элен в ФКП, но безуспешно. По воспоминаниям Альтюссера, Элен подарила ему «мир солидарности и борьбы, мир мотивированного действия… мир мужества». Альтюссер вспоминал:
Она любила меня, как мать любит дитя… и одновременно, как хороший отец, открыв мне… настоящий мир, ту бескрайнюю область, куда я никогда не мог попасть… Своим желанием она посвятила меня в мужчины, открыла во мне мужское начало. Она любила меня, как женщина любит мужчину!
Элен была на 8 лет его старше. Эти отношения были для молодого и неопытного в обращении с женщинами Альтюссера болезненными и противоречивыми с самого начала. Они оказывали на него сильное эмоциональное воздействие и вели к глубоким депрессиям. Жизненный опыт Альтюссера ограничивался домом, школой и концлагерем, в то время, как Элен много путешествовала и вела активную деятельность в литературных и радикальных кругах. Элен пострадала от сталинизма ФКП, причем в тот самый момент, когда Альтюссер собирался связать философскую деятельность с коммунистическим движением. Как пишет Э. Рудинеско, для Альтюссера Элен представляла противоположность ему самому: она была участницей Сопротивления, еврейкой, несущей на себе печать Холокоста, сохранявшей в себе, несмотря на марксизм, католицизм. Её детство не было благополучным: в возрасте 13 лет она стала жертвой сексуального насилия со стороны семейного врача, который, ко всему прочему, поручал Элен давать своим неизлечимо больным родителям дозы морфия. Согласно Э. Рудинеско, Элен воплощала для Альтюссера «вытесненное сознание», «безжалостное суперэго», «тёмную сторону», «животное начало». В автобиографии Альтюссер так описывал свои противоречивые чувства:
Она сохранила чудовищные воспоминания о своей матери, которая… никогда не брала её на руки. Мать ненавидела её, потому что ожидала мальчика, и смуглая дочь расстроила все её планы и желания… ничего, кроме ненависти… Я никогда не обнимал женщину, и, главное, женщина никогда не обнимала меня (хотя мне было тридцать!) Желание охватило меня, мы занялись любовью в кровати, это было ново, волнующе, изнуряюще, неистово. Когда Элен ушла, я погрузился в нескончаемую бездну страданий.
В автобиографии «Будущее длится долго», написанной в 1985 году и опубликованной посмертно, Альтюссер анализировал предпосылки своей болезни с помощью психоанализа и находил их в сложных отношениях в семье, несмотря на благополучное детство (этой теме посвящена половина автобиографии). Альтюссер считал, что у него не было подлинного «Я», что определялось отсутствием настоящей материнской любви; отец был эмоционально сдержанным человеком и практически отсутствовал для своего сына. Альтюссер выводил семейную ситуацию из событий до своего рождения, о которых узнал от тётки: Люсьен Бергер, его мать, должна была выйти замуж по любви за брата отца, Луи, который погиб в Первую мировую войну под Верденом (сам Шарль, его отец, был помолвлен, в свою очередь, с сестрой Люсьен, Жюльеттой). Обе семьи последовали старинному обычаю левирата, Люсьен вышла замуж за Шарля, а сына назвали в честь погибшего Луи. В воспоминаниях Альтюссера этот брак был «безумием», не столько из-за самого подчинения обычаю, сколько из-за чрезмерного подчинения как такового, ведь никто не принуждал Люсьен выходить замуж за Шарля. В результате мать Альтюссера не любила сына просто так, а любила в нём давно умершего Луи-старшего. Философ описывал свою мать как «кастрирующую женщину» (термин из психоанализа), которая под воздействием фобий устанавливала строгий режим социальной и сексуальной гигиены для Альтюссера и его сестры Жоржетты. «Чувство бездонного одиночества» Альтюссер мог смягчить только благодаря общению с родителями матери, которые жили в Морване. Отношения с матерью и желание заслужить её любовь, по его воспоминаниям, во многом определили взрослую жизнь и научную карьеру, включая поступление в ВНШ. Согласно автобиографии, ВНШ была для Альтюссера своего рода убежищем интеллектуальной чистоты от большого «грязного» мира, которого так боялась его мать.
Факты автобиографии критически оцениваются исследователями. По мнению её издателей, «Будущее длится долго» представляет собой неразделимое переплетение фактов и вымысла. Альтюссер сосредоточился на описании семейных обстоятельств, не рассматривая, например, влияние ВНШ на его личность. Биограф Ян Мулье-Бутан, проведя тщательный анализ раннего периода биографии Альтюссера, сделал вывод, что автобиография, написанная постфактум, трактовала события сквозь призму жизненного краха. Мулье-Бутан считает, что именно Элен сыграла ключевую роль в создании «фаталистского» изложения истории альтюссеровской семьи, во многом сформировав такое его видение ещё в 1964 году. По мнению Г. Эллиота, автобиография производит прежде всего впечатление разрушения и саморазрушения. Альтюссер, скорее всего, перенёс начало постоянных депрессий на более поздний (послевоенный) период, пропустив более ранние проявления болезни в школе и концлагере.
Ян Мулье-Бутан связывает депрессии не только с событиями в личной жизни, но и с политическими разочарованиями. Биографы Альтюссера обращают внимание на внутреннюю культуру ВНШ, которая была важным фактором, влиявшим на его политические размышления и психологическое состояние. Согласно Мулье-Бутану, у Альтюссера с ранних лет сформировалась тесная психологическая связь с сестрой Жоржеттой, и, хотя он нечасто упоминал её в своей автобиографии, отношения с ней были важным элементом в его жизни. У сестры также бывали депрессии, и, несмотря на то, что брат и сестра жили отдельно друг от друга почти всю взрослую жизнь, их депрессии часто совпадали по времени. В 1960-е годы Альтюссер имел близкие отношения с итальянкой Франкой Мадонией, философом, драматургом и переводчиком его работ. Мадония была красивой женщиной из обеспеченной буржуазной семьи. В 1998 году была опубликована их переписка (с более чем пятьюстами письмами Альтюссера, написанными между 1961 и 1973 годами). Согласно Э. Рудинеско, Альтюссер был влюблён в Мадонию, воплощавшую для него всё то, чего ему не хватало в детстве и парижской жизни: настоящую семью, искусство жить, другой способ мышления, общения и желаний.

### Убийство жены и последние годы
После поражения французских левых и ФКП на выборах 1978 года депрессии Альтюссера участились и стали сильнее. Перенеся хирургическую операцию по удалению грыжи пищеводного отверстия диафрагмы (из-за грыжи Альтюссеру было трудно дышать во время приёма пищи), философ провёл всё лето 1980 года в клинике. Со слов самого Альтюссера, операция повлекла за собой как ухудшение физического самочувствия, так и психического состояния. В частности, у него обострилась мания преследования. Лечение не дало положительных результатов, но к началу октября Альтюссера выписали из клиники.
17 ноября 1980 года Альтюссер задушил Элен в их квартире в ВНШ, по адресу улица Ульм, 15. Альтюссер сам сообщил о смерти жены врачу ВНШ, который связался с психиатрическими учреждениями. Философа срочно госпитализировали в больницу Сен-Анн и провели психиатрическую экспертизу. Альтюссер утверждал, что не помнил, как произошло удушение: он обнаружил это неожиданно после массажа шеи жены. Эксперты порекомендовали освободить Альтюссера от уголовной ответственности, согласно статье 64 Уголовного кодекса Франции, так как «убийство жены путём удушения было совершено без дополнительного насилия, в момент ятрогенной галлюцинации, осложнённой меланхолической депрессией». В феврале 1981 года суд признал Альтюссера невменяемым на момент совершения действий, поскольку тот находился в состоянии душевного расстройства, и направил его на принудительное лечение в больницу Сен-Анн; в июне Альтюссера перевели в больницу О-Вив. Его преподавательская карьера завершилась: министерство образования уволило Альтюссера из ВНШ. Он потерял все гражданские права и квартиру в ВНШ. Своим законным представителем Альтюссер назначил философа Доминика Лекура. До июля 1983 года он находился на лечении вначале принудительно, затем — как добровольный пациент в государственных и частных клиниках. С 1984 по 1986 год философ жил один в квартире на улице Люсьен Левен в 20-м округе Парижа.
Убийство Элен Ритман вызвало большое внимание прессы. Часты были призывы обращаться с Альтюссером, как с обычным преступником, принудительное лечение являлось, при таком подходе, недопустимой привилегией. C этой точки зрения, резюмирует Э. Рудинеско, Альтюссер был трижды преступником. Во-первых, мыслитель легитимизировал философское течение, ответственное за ГУЛАГ. Во-вторых, Альтюссер приветствовал Китайскую культурную революцию, как альтернативу капитализму и сталинскому социализму. В-третьих, Альтюссер развратил интеллектуальную элиту французской молодежи культом преступной идеологии в самом сердце одного из лучших учреждений Франции. Известный публицист Доминик Жаме обнаруживал заговор ФКП, целью которого было не допустить полицейского расследования в отношении убийцы и интернировать его в больницу Сен-Анн. В заговоре участвовали и друзья Альтюссера: Режи Дебре, Этьен Балибар и Жак Деррида. Согласно Э. Рудинеско, главным «ненавистником» Альтюссера стал социолог Пьер-Андре Тагиефф. По его мнению, философ запланировал убийство жены, а затем добился особого к себе обращения. С его точки зрения, Альтюссер обучал студентов воспринимать преступления положительно, по аналогии с революцией. Тагиефф не исключал и антисемитские мотивы убийства Элен. Высказывались и точки зрения в защиту философа. Например, друг Альтюссера Режи Дебре считал, что имело место самоубийство на почве альтруизма. Учитель Альтюссера в лицее, католический философ Жан Гитон, в 1985 году так высказался об убийстве:
Я действительно думаю, что он убил жену из любви  к ней. Это было убийство из мистической любви. А есть ли большая разница между преступником и святым?… Мое дело не защищать его, а помочь ему в бедственном положении…Когда я узнал, что произошло, я часто навещал его в больнице Сен-Анн, а затем предпринял шаги, чтобы его перевели в другое учреждение и… чтобы система правосудия считала его сумасшедшим, а не преступником.
В марте 1985 года Альтюссер прочитал статью в «Le Monde», автор которой, журналист Клод Серрот, сравнивала его случай с произошедшим во Франции убийством молодой женщины японским каннибалом Иссэем Сагава. Как и Альтюссер, Сагава избежал тюремного заключения по медицинским основаниям, как во Франции, так и по возвращении в Японию, а позже написал книгу об убийстве, имевшую успех, и стал в Японии звездой медиа. Серрот утверждала, что в подобных громких случаях главными «звездами» становятся убийцы, а не жертвы. Друзья уговорили Альтюссера выступить в свою защиту, и он решил написать автобиографию. Философ хотел её опубликовать, однако в итоге запер рукопись в письменном столе. В автобиографии Альтюссер так объяснял убийство Элен:
Я убил женщину, которая являлась для меня всем, когда у меня были помутнения сознания. Ту, которая любила меня так, что для неё было лучше умереть, чем продолжать жить. И без сомнения, в своём болезненно-бессознательном состоянии я «оказал ей услугу», от которой она не могла отказаться, но от которой умерла.
Убийство жены серьёзно запятнало репутацию Альтюссера. Как пишет Э. Рудинеско, с 1980 года и до смерти философ вёл странную уединённую жизнь ходячего «призрака», практически «живого мертвеца». Альтюссер вёл небольшую переписку, его навещали немногие близкие друзья, например, его друг теолог и философ Станислас Бретон, который тоже был пленником Шталага во время войны. Размышления периода 1982—1986 годов составили книгу «Философия столкновения» (опубликована в 1994 году). Последним прижизненным текстом была серия интервью с Фернандой Наварро, изданных в Мексике в 1988 году. Сборник вызвал резонанс в Латинской Америке. В 1987 году Альтюссер перенёс срочную операцию из-за закупорки пищевода, и его здоровье ухудшилось. За операцией последовала депрессия, Альтюссер вновь оказался в клинике О-Вив, из которой его перевели в Психиатрический институт в западном пригороде Парижа Ла Верьере (департамент Ивелин). Там Альтюссер умер 22 октября 1990 года от остановки сердца, вызванной перенесённой пневмонией. Его могила находится на кладбище Вирофлей.

## Исторический и философский контекст

### Исторический контекст
На обстановку написания наиболее известных работ Альтюссера — «За Маркса» (1965), «Читать „Капитал“» (1965) и «Ленин и философия» (1969) — повлияли два ключевых политических события: доклад Хрущёва на XX съезде КПСС и советско-китайский раскол.
XX съезд КПСС был поворотным моментом для международного коммунистического движения. Десталинизация не вполне оправдала возлагавшиеся на неё надежды. Однако для западных интеллектуалов из коммунистических партий она означала свободу для критики, хотя и ограниченной, и возможности изменений и взаимодействий между марксистской и немарксистской традициями. Важнее всего была возможность критического отношения к самому́ сталинистскому марксизму. После советско-китайского раскола Китай выглядел для многих интеллектуалов-коммунистов самодостаточной моделью социализма, которая вызывала симпатии, как альтернатива советской. Такое отношение обуславливалось в том числе и высокой ценой, заплаченной Советским Союзом за «достигнутый социализм».
Главные работы Альтюссера («За Маркса» и «Читать „Капитал“») были отражением размежевания в коммунистическом движении после XX съезда, советско-китайского раскола, появления гошизма. Во многих слоях французского общества, прежде всего среди молодёжи и студентов, усиливались радикальные настроения. С другой стороны, имела место общественная демократизация. Возникновение новых форм социальной борьбы в общем контексте культурных изменений того времени привело к майским событиям 1968 года. Взгляды Альтюссера и их эволюция в 1960-е и 1970-е годы отражали реальные политические и экономические изменения во французском обществе, сравнимые с аналогичными изменениями в других западных странах; в его идеях воплощались чаяния быстро растущей социальной группы интеллектуалов.

### Философский контекст

#### Сталинский марксизм
В 1950-е годы, до и после XX съезда, французская компартия стояла на позициях сталинского марксизма («марксизма-ленинизма» в советской традиции). Набор текстов ограничивался Марксом, Энгельсом, Лениным и Сталиным. Догматическая традиция давала три варианта в философии: опираться на «Немецкую идеологию» и заниматься собственно историей; на основе исторического материализма разрабатывать диалектику, то есть дописывать то, что Маркс обещал написать, но так и не написал; развивать поздние философские и естественнонаучные идеи Энгельса. Последняя традиция была систематизирована и кодифицирована и называлась «диалектическим материализмом».

#### Неомарксизм
В условиях конфликта со сталинистским (или сциентистским) марксизмом во Франции возникло влиятельное направление неомарксизма. Одним из главных его вопросов была самоидентификация, связанная с разными интерпретациями учения Маркса, с позиций универсализма или историзма. Неомарксизм возник вследствие неизбежного взаимодействия с другими направлениями философской мысли. Неомарксисты пытались пересмотреть роль теории отчуждения Маркса, проблему различия между наукой и идеологией (в том числе и в рамках самого марксизма), вопрос о теоретических источниках марксизма.
Часть интеллектуалов выступала за гуманистический характер марксизма. В рамках гуманизма было две основные линии. Первая относила Маркса к гуманистической традиции эпохи Просвещения, основатель марксизма был в этой трактовке рационалистом, экзистенциалистом и феноменологом. Линия гуманизма сформировалась на основе работ Жана-Поля Сартра, Анри Лефевра и Мориса Мерло-Понти, которые интегрировали в марксизм феноменологию и экзистенциализм Гуссерля и Хайдеггера. Мерло-Понти и Сартр делали акцент на политическом измерении философии, выступая против сциентизма сталинистского марксизма. Мерло-Понти оставался марксистом недолго, в отличие от Сартра, который сближался с ФКП. Мерло-Понти синтезировал феноменологическую интенциональность с концептом исторической практики. Экзистенциализм Сартра отрицал исторический и экономический детерминизм, ставя на первое место человеческую субъективность и свободу. Сартр, в отличие от Мерло-Понти, пытался адаптировать марксизм к текущей политической ситуации. Хотя оба мыслителя в целом некритично поддерживали Советский Союз, их независимые версии марксизма были однозначно направлены против сталинистской версии. Другая линия обращала внимание на исторический опыт пролетариата, который марксистская теория концептуально артикулировала. Пролетариат являлся основным субъектом исторического процесса, а адекватность теории определялась исключительно эффективностью политической практики. Данный подход сложился под влиянием работ Дьёрдя Лукача, Антонио Грамши и Карла Корша.
Альтюссер выступал против обеих версий гуманизма (получив при этом со стороны гуманистов ярлык сталиниста), отстаивая сциентизм и автономность марксизма как теоретической деятельности; против чего выступали последователи Лукача и Грамши.

#### Французский структурализм и психоанализ Лакана
Современные Мерло-Понти и Сартру структуралисты были менее известны в послевоенный период. Главным источником вышедшего на первый план после 1960 года структурализма были работы Соссюра и Якобсона. Структуралисты использовали лингвистическое понятие знака (состоящего из означающего и означаемого) и в соссюровском смысле различали язык и речь. Структурная антропология Леви-Стросса применяла соссюровский анализ знака и значения к социальным практикам (дружба, экономические отношения, миф и др.), подчинённым определённым правилам, кодам. Леви-Стросс и Сартр принципиально по-разному относились к человеческому субъекту и истории. Леви-Стросс пытался упразднить картезианское наследие (солипсизм) и выступал против гуманистического подхода к истории, заменяя его культурными предпосылками в определённом месте и времени. Для Леви-Стросса сартровский активный субъект — лишь миф эпохи модерна.
Жак Лакан, ведущий представитель психоанализа во Франции, синтезировал психоанализ и структурализм. Бессознательное, согласно Лакану, структурировано так же, как и язык. Лакан трактовал фазы формирования личности по Фрейду в категориях структурной лингвистики. Фрейдовские Оно, Сверх-я и Я заменяются Реальным, Символическим и Воображаемым. Субъект проходит разные стадии подчинения власти культуры в форме правил символического порядка. Первоначальное подчинение есть условие последующей социальной коммуникации. В довербальной «Воображаемой» стадии («зеркальной», эквивалент фрейдовского нарциссизма) формируется вымышленная идентичность на основании своего образа в зеркале. При переходе к миру языка «Символической» фазы происходит частичное разрешение Эдипова комплекса, однако воображаемая идентичность оказывается под угрозой: ребёнок учится видеть разрыв между словом и предметом. Человеческая жизнь есть тщетный поиск утраченной иллюзорной идентичности зеркальной стадии.

#### Философия науки Гастона Башляра
Учитель Альтюссера Гастон Башляр занимался историей и философией науки. Башляр разработал концепцию эпистемологического разрыва, имевшую два основных аспекта. Во-первых, наука не является продолжением повседневной жизни, а подразумевает разрыв с повседневным опытом при создании теоретических понятий (концептов). Эти концепты затем воплощаются в вещах, инструментах и экспериментах. Во-вторых, научные концепты включены в сеть, систему других концептов, сам по себе научный концепт не имеет значения без связи с другими концептами.
Согласно Башляру, нет общей теории знания и единого научного метода. Критерии научности приблизительны, они заключаются в принципиальной открытости научной практики для изменений, а научные ответы никогда не окончательны. Критерии конституируются через внутренние стандарты научных практик и являются их частью. Научную практику подтверждает её собственный успех, «эффекты знания». По сути этот тезис ведёт к позиции Томаса Куна и его последователей: наука есть то, что делают учёные. Концепция Башляра перекликается с подходами Куна и Фейерабенда, хотя она была разработана раньше и независимо от них. Но есть важное отличие: у Башляра наука открывает истины, а для Куна и Фейерабенда это скорее социологическая категория, а не когнитивистская. Их подход более релятивистский: теории или парадигмы не могут быть истинными или ложными; хотя утверждения касательно теорий или парадигм, конечно, могут быть ложными либо истинными. Для Башляра, как и для Альтюссера, напротив, существуют истинные либо ложные теории, даже если нет общей теории научной истины. Наука развивается прерывисто, преодолевая «эпистемологические трудности» предыдущих версий науки. Во время эпистемологических разрывов наука порывает с донаучной теорией и идеологиями и формирует новый тип дискурса.

## Философия

### Герменевтическая теория
В своих наиболее известных работах «За Маркса» и «Читать „Капитал“» Альтюссер предложил оригинальное прочтение Маркса. Альтюссер использовал несколько основных концептов. «Проблематика» объясняет связь марксовых идей с философской терминологией более раннего периода. «Эпистемологический разрыв», датируемый серединой 1840-х годов, есть разрыв в творческой траектории Маркса между ранним, антропологическим, и поздним, сциентистским, Марксом. Концепт взят из философии науки Гастона Башляра. Альтюссер разработал «стратегию чтения» для выявления разрыва, которая синтезировала эпистемологические идеи Башляра, структурализм Леви-Стросса и психоанализ.

#### Проблематика
Проблематика есть определённое единство мысли в заданных границах в конкретной исторической конъюнктуре. Она не относится ни к субъекту, ни к сознанию, а может существовать только в форме концептов. Проблематика формирует те границы языка и концептов, внутри которых рассматриваются те или иные проблемы и выдвигаются те или иные идеи. Проблематика есть предварительное условие конкретного теоретического поля исследования.
Проблематика может быть научной и ненаучной. Для ненаучной, идеологической проблематики характерна её принципиальная «закрытость», повторяемость внутри идеологического круга; научная проблематика всегда открыта для улучшения и развития. Научная проблематика носит системный характер, который определяет её границы, при этом выход за пределы проблематики не есть внешний акт по отношению к самой проблематике. Проблематика имеет глубинную структуру; совокупность изучаемых вопросов сама определяет единство проблематики, поэтому нельзя говорить об изолированных элементах или концептах, существовавших раньше проблематики и независимо от неё. Она сама есть ответ на поставленные проблемы. Хотя вопросы внутри проблематики связаны с реальностью, проблематика не обязательно ей соответствует.
Проблематика предполагала «антиинтенционалистские» методы интерпретации. В её рамках значимы не только наличие проблем и концептов, но и их отсутствие. Иными словами, сама проблематика имеет двойственную природу: она присутствует и отсутствует. Альтюссер использовал для этого структуралистские термины синхрония и диахрония.

#### Эпистемологический разрыв
Ранний Маркс, согласно Альтюссеру, не просто наследовал классической политической экономии, гегелевскому идеализму или фейербаховскому гуманизму. Размышления о «природе человека» в ранних работах Маркса не были ядром его идей. В 1845 году произошёл эпистемологический разрыв, отделивший поздний научный период от раннего, идеологического. После 1845 года Маркс порвал с любым подходом, который бы основывал понимание истории и политики на представлении о «сущности человека». Поздний Маркс совершил переход от проблематики философской антропологии в духе Гегеля и Фейербаха в сторону исторического материализма как науки, а также диалектического материализма («новой философии»), представляющих собой совершенно новый тип знания. Независимо от поверхностных сходств или различий в работах Маркса, 1845 год знаменует полную и тотальную трансформацию в марксовой проблематике. Строго говоря, эпистемологический разрыв есть утверждение о проблематике текстов Маркса, а не о самих текстах
.
Эпистемологический разрыв Альтюссер датировал «Немецкой идеологией» (написанной в 1845—1846 годах и не опубликованной при жизни Маркса), ранняя граница разрыва — «Тезисы о Фейербахе» (1845). Период 1845—1857 годов Альтюссер назвал переходным, а с 1857 года (c первых набросков «Капитала») начинались работы зрелого Маркса.
Домарксов немецкий идеализм есть идеология, он составляет цельный набор идей, связанных с конкретной исторической ситуацией, однако не имеющих истинной ценности. Философская антропология Гегеля была последним «вздохом» донаучных размышлений и представляла собой закрытую систему метафор и аналогий, хотя и в чём-то глубокую. В конечном счёте, она не могла производить знания о социальной реальности. Маркс порвал с господствовавшими донаучными концепциями общества и истории, заменив идеалистические понятия «самовозникновение», «трансцендентность», «выражение» такими понятиями, как «базис — надстройка», «общественные производительные силы» «производственные отношения», «способ производства», «социальная формация» и др.. Тем самым он впервые создал научный дискурс для исследования социальной реальности — науку историю, значение которой Альтюссер сравнивал с революцией в науках о природе XVII века.
Исследователи отмечали, что, поскольку проект Альтюссера имел политическую мотивацию, ему было важно решить вопрос о научности марксизма, который широко обсуждался в XX веке. Оппонируя Гегелю и гегельянскому марксизму с помощью концепта эпистемологического разрыва, Альтюссер фактически противостоял тенденциям в марксизме, отрицавшим его научность. Идея эпистемологического разрыва оказалась довольно спорной и подвергалось обширной критике как квази-теологическая. Сам Альтюссер позже фактически признал, что ошибался, преувеличив значение своего тезиса. После «За Маркса» и «Читать „Капитал“» он реже о нём упоминал. Вместо него Альтюссер использовал концепт проблематики, говоря, что в 1845 году новая проблематика заняла место старой.

#### Симптомное чтение
Альтюссер назвал метод интерпретации текстов «симптомным чтением». Метод выявляет подлинные теоретические положения, которые текст имплицитно содержит. Смысл симптомного чтения — сконструировать проблематику текста, лежащую в его основе структуру, пространство, в котором невысказанное имеет определённое значение.
Альтюссер использовал метод симптомного чтения для анализа текстов Маркса, чтобы отличить его новую проблематику от схожей в языковом смысле проблематики классической политической экономии. По аналогии с фрейдовским методом интерпретации снов, симптомное чтение не есть буквальное прочтение текста. Альтюссер использовал идею Фрейда о возможности выявить скрытый смысл, который нельзя явно увидеть в содержании выражения. Текст имеет внутри скрытое содержание, которое можно заметить в возможных нестыковках, противоречиях и повторениях. Такие места в текстах Маркса называются «симптомами» (в психоаналитическом смысле слова) и формируют неявную, но обязательную глубинную структуру. Хотя сам Маркс не осознавал их наличие, они позволили ему изучить и описать социально-экономические процессы, например, превращение денег в капитал, не используя гегелевские логику и концепты. Симптомное чтение раскрывает, с одной стороны, «бессознательное» в текстах Маркса и их глубинную структуру; с другой стороны, описывает методологию и проблематику Маркса, использованную им при изучении классической политической экономии. Альтюссер утверждал, опираясь на Спинозу, что тексты и авторы есть продукты своего времени, а авторские идеи, выраженные в тексте, являются продуктом идеологических течений. В анализе Библии Спиноза разделял библейские заповеди на порождённые историческими условиями и воображением пророков и на представлявшие собой настоящее слово Бога. Аналогичным образом, Альтюссер считал, что можно выявить различие между идеологическими концептами в текстах Маркса и настоящими философскими концептами.

### «Теоретический антигуманизм»
Антигуманизм и антиисторизм — базовые принципы философии Альтюссера. В 1964 году в статье «Марксизм и гуманизм» (включённой затем в сборник «За Маркса») он выдвинул тезис, что «марксизм есть теоретический антигуманизм».

#### «Антигуманизм»
Теоретический антигуманизм Альтюссера был направлен против многочисленных гуманистических и антропологических течений неомарксистской мысли, для которых марксизм был вариацией гуманистического мировоззрения. Гуманизм, во-первых, есть представление об универсальной сущности человека; во-вторых, приписывание этой сущности каждому конкретному индивиду. Гуманизм, основанный на самореализации человеческой сущности — лишь разновидность теоретической идеологии, хотя и исторически оправданной. Адаптированные в гегельянском марксизме представления о человеке-субъекте, человеке и его сущности были главной мишенью для альтюссеровской критики. Выступая против экзистенциально-феноменологической антропологии истории, Альтюссер полемизировал прежде всего с поздним Сартром. Сартр трактовал марксистские понятия (отчуждение, эксплуатация, фетишизация и др.) через отсылку к экзистенциальным структурам, конкретному человеческому существованию. «За Маркса» и «Читать „Капитал“» явно противостоят, соответственно, «Истории и классовому сознанию» Лукача (книга вышла на французском языке в 1960 году) и «Критике диалектического разума» Сартра.
Теория Маркса после эпистемологического разрыва представляла собой теоретический антигуманизм и антиантропологизм. Марксовый антигуманизм включал следующие элементы: новую науку — историю, то есть исторический материализм; критику любых попыток гуманизма объяснять политику и историю; приравнивание гуманизма к идеологии и его противопоставление научному подходу к изучению общества. Теоретический антигуманизм предполагал «конец человека» («смерть субъекта») — уход от парадигмы суверенного субъекта, независимого от объективных внешних структур. Поскольку марксизм является наукой, то главное в нём не человеческая деятельность, традиционно описываемая через феноменологические процедуры сознания, а независимые бессубъектные структуры. Они не связаны со свободными действиями людей и не имеют ценностного значения, что позволяет проводить их научный анализ. В отличие от активного творческого индивида в гуманизме, для Маркса человек есть детерминированная внешними объективными структурами пассивная персонификация производственных отношений, определяющих функции индивидов. «Человек» Маркса не является, в отличие от утверждений классической политической экономии, настоящим объектом теоретического знания, он скорее носит в себе структуры капиталистической экономики. Ошибка гуманистов заключается в интерпретации социальной общности как совокупности интерсубъективных отношений между людьми. В анализе же Маркса нет людей как таковых; они лишь занимают определённые позиции в структуре социальной формации. Для него настоящие объекты изучения — производственные отношения.
Любые концепции человеческой природы, как и представления, например, о надлежащих функциях государства, есть исторические идеологические конструкты, поскольку не существует человеческой сущности или природы в отрыве от производственных отношений. Такие концепции служат воспроизводству существующих социальных отношений. Философия субъекта есть разновидность идеологии; полный отказ от гуманизма, однако, невозможен, поскольку никакое знание не может устранить его в идеологии. Антигуманизм отрицает не способности индивидов мыслить, а только теоретические положения «гуманизма», то есть представление об уникальности сущности человека и её атрибутов: воли, свободы, выбора т.д. Альтюссер настаивал, что речь шла не о презрении к человеку, а о необходимости теоретического абстрагирования от конкретных индивидов.
Начиная с Маркса, мы знаем, что человеческий субъект, экономическое, политическое или философское ego, не является «центром» истории — и даже, в оппозиции к философам Просвещения и Гегелю, что история не имеет «центра», а обладает структурой, которая получает «центр» лишь в идеологическом искажении. В свою очередь, Фрейд открыл нам, что реальный субъект, индивид в его уникальной сущности, не имеет формы «эго», не центрирован на «эго», на «сознании» или «экзистенции»... что человеческий субъект де-центрирован, образован структурой, которая не имеет «центра», разве что в идеологических формациях, в которых он «узнаёт» себя.

#### «Антиисторизм»
Альтюссер отрицал линейную последовательность, телеологический взгляд на развитие и осуществление исторических процессов или целей, автономное человеческое действие в истории, прямые и нередукционистские формы причинности, а также представление, что историческое знание самоочевидно истинно или полноценно. Концепт «человека» для Альтюссера, как и для Мишеля Фуко, воплощал в себе ошибки гуманистического подхода к истории. У марксистов-гуманистов, адаптировавших «Гегеля младогегельянцев», сущность человека отчуждена от субъекта; диалектика освобождения продолжается до конца истории. Все разделённые и фрагментированные аспекты человеческого опыта есть выражения отчуждения, признаки развития человеческого субъекта, проходящего через разные стадии до обретения единства. Ранние работы Маркса (особенно «К критике гегелевской философии права» и «Экономическо-философские рукописи 1844 года») также находятся внутри этой донаучной проблематики; для Альтюссера эти работы — гегельянские. В то же время благодаря Гегелю, признававшему противоречивый характер социальной реальности, Маркс пришёл к мысли об истории как процессе без субъекта.
Отказ от гегелевской идеи реализующего себя в истории человеческого духа означает, что у истории нет субъекта (например, в сфере экономики или человеческого действия) и нет цели (коммунизм или свобода), история есть процесс без субъекта: в нём нет места человеку как субъективному фактору. Исторические формации существуют, однако их изменения вовсе не неизбежны, а лишь возможны, при наличии противоречий и соответствующего уровня развития конкретного способа производства. Люди — это «агенты», которые действуют внутри истории, через исторические формации. Они могут быть активны внутри истории, но не являются её творцами. Люди не есть субъекты исторических (как и социальных) процессов, а только их носители. Поэтому исторические события не есть результат индивидуальных воль, как думают гуманисты. Событие становится таковым в результате исторических обстоятельств. Как пишет исследователь Роберт Раш, Альтюссер, в отличие от структуралистов Леви-Стросса и Фуко, выступал за историческое мышление и утверждал научность истории. Он пытался разработать нередукционистский подход к экономической детерминированности на основе отрицаемого многими западными марксистами «вульгарного» тезиса о классовой борьбе как движущей силе истории.

#### «Антигуманизм» в историко-философской перспективе
В интерпретации Альтюссера марксизм был лишён телеологических и эссенциалистских оснований. Разрыв с гегельянскими истоками марксизма означал введение вместо Гегеля Спинозы в качестве идейного предшественника Маркса и обращение к психоанализу: в статье «Фрейд и Лакан» (1964) Альтюссер описывал децентрацию субъекта как «коперниканский переворот», осуществлённый Марксом и Фрейдом независимо друг от друга. Несмотря на диссонанс с большинством направлений западного марксизма, теоретический антигуманизм Альюссера вполне вписывался в новые философские тенденции во Франции: переход к структурализму от феноменологии и экзистенциализма.
Современные исследователи считают, что альтюссеровская критика гуманистов была справедлива по отношению к тем марксистам, которые, опираясь на Лукача и Сартра, увлекались персонализмом и придавали слишком большое значение отчуждённой сущности человека. Альтюссеровская версия Маркса (особенно его концепт проблематики) была своеобразным антидотом против крайних форм гегельянского марксизма. Исследователи также отмечают, что Альтюссер зафиксировал важный поворот в современных капиталистических обществах в 1960-е годы — появление культа свободной человеческой субъективности, ставшей по сути идеологическим конструктом.

### Эпистемология
В эпистемологических исследованиях Альтюссер опирался, помимо собственной интерпретации Маркса, на два основных источника: французскую традицию философии науки (Жан Кавайес, Гастон Башляр, Жорж Кангилем) и концепцию знания Спинозы. Альтюссер сформулировал два ключевых эпистемологических тезиса: во-первых, радикальное разделение (разрыв) науки и реальности; во-вторых, то, что наука является видом социальной практики, а любая практика есть производство, которое имеет структуру. Исследователи отмечают влияние философа математики Жана Кавайеса (1903—1944) на эпистемологию Альтюссера. Кавайес рассматривал развитие науки как самокоррекцию концептов: наука полностью находится внутри диалектической логики концепта, учёный является лишь носителем концептуального аппарата, который сам себя критикует; знание возникает в результате внутреннего озарения.

#### Разделение научного знания и реального мира: «антиэмпиризм»
Согласно Альтюссеру, наука не имеет объекта вне её деятельности и сама производит нормы и критерии собственного существования. Познание является только интеллектуальной конструкцией, никак не отражая внешний мир. Субъект есть сконструированный теоретический объект, существующий только в теории, а не в реальности. Объект знания находится полностью внутри мысли и его надо отличать от реального объекта обычной реальности. И субъект, и объект исследования находятся только внутри концептуальной схемы интерпретатора. Альтюссер отрицал концепции Просвещения, разделяющие научный метод и объект знания, и обобщённо называл такие теории «эмпиризмом».
Эмпиризм понимался Альтюссером в самом широком значении, как любой подход, в котором есть субъект, познающий сущность объекта. Эмпирические эпистемологические концепции выводят знание из реальных, конкретных, единичных объектов или фактов: извлекают общее из частного с помощью абстрактных концептов. Для них между знанием и объектом изучения имеется связь; так считают и рационалисты, и идеалисты, и гегельянцы-материалисты (например, Лукач). Знание есть форма репрезентации, отражения, своего рода копия внешнего мира. Альтюссеровское определение эмпиризма включает разных философов-классиков (Локк, Кант и Гегель) и разные традиции: британский эмпиризм, немецкий идеализм, позитивизм и прагматизм, гуманистический марксизм. Сюда же можно отнести и ряд направлений в современных социальных науках — феноменологию, этнометодологию, критическую теорию, символический интеракционизм, — сохраняющих оппозицию субъект — объект.
Эмпиризм утверждает разделение субъекта на душу и тело, сущность и явление, видимое и скрытое. Все эти виды дуализма, а также основной конфликт между истиной и ложью, являются сами по себе идеологическими и, следовательно, ненаучными. Поскольку эмпиризм слишком привязан к данной в опыте реальности, он не позволяет занять критическую дистанцию от идеологии. В итоге эмпирическая конструкция объекта приводит к идеологическим видам знания. Следовательно, эмпиризм есть идеологизированная философия, а значит, идеология, которая смешивает теоретические объекты с реальными, игнорируя различие между теорией и практикой.
Для Альтюссера Спиноза и Маркс не были эмпиристами. Спиноза критично относился к возможностям субъекта как творца знания. Это привело Спинозу к созданию теории знания, которая ушла от простого соответствия между субъектом и реальностью и от некритичного внимания к роли репрезентации (идей и образов) в формулировании знания. Спинозовское разделение между «истинной идеей» (как, например, идея круга) и её «идеатом» (круг) Альтюссер интерпретировал в терминах «теоретического объекта» («объекта знания») и «реального объекта».
Марксизм также не является эмпиризмом. Исторический материализм Маркса основан на разделении объекта знания, произведённого в теории, от реального объекта: отношение между объектом-знанием и реальным объектом не есть отношение внутри самой реальности. Сама проблема знания есть псевдопроблема для Маркса. В результате эпистемологического разрыва Маркс порвал с классической политической экономией, поскольку определил экономику как теоретический концепт, а не как реальный объект исследования. Для «экономистов-классиков» экономика была результатом человеческих отношений, в конечном счёте сводимым к индивидуальным человеческим действиям. Цель же Маркса в «Капитале» — сконструировать чисто теоретический концепт экономики. «Человек» же не является настоящим объектом теоретического знания. Знание о капитализме нельзя было получить через совокупность концептов из практики самого буржуазного общества. Концепты произвёл сам Маркс, анализируя экономические отношения внутри капитализма.

#### Критерии научности
Альтюссер, полемизируя с эмпирической моделью производства знания, утверждал, что истина или научное знание отличаются от идеологии или мнения тем, что они произведены в ходе процесса внутри самого научного знания. Чтобы отличить науку от идеологии, а научную практику от идеологической, Альтюссер обращается к Спинозе. Для Спинозы знание истины не есть результат философии отражения, которая всегда базируется на эмпиризме. Скорее оно возникает априори из внутренних условий (критериев) производства инструментов самого знания Истинные идеи соответствуют объектам не из-за внешнего, а из-за им внутренне присущего соответствия; истина есть свой собственный критерий. Истина есть index sui et falsi: она уже отмечена тем, что она есть истина. Согласно Спинозе, у нас уже есть истинная идея, и мы можем понять и различить другие истинные идеи, размышляя над ней.
Спинозовскую концепцию «истинного и воображаемого» Альтюссер связал с марксистской оппозицией между наукой и идеологией. Альтюссер переформулировал идею Спинозы: наука есть наука постольку, поскольку она противостоит идеологии, и сделал вывод, что, если перед нами уже есть научная практика и мы способны увидеть изменения в её структуре, то мы можем понять и разницу между научной и идеологической практикой. В трактовке Альтюссера Спиноза оказался прямым предшественником Маркса: в отличие от идеологии, научное знание истинно, поскольку оно успешно, а не успешно, потому что оно истинно. Поскольку не существует объективных фактов, то не может быть процедуры проверки фактов, научность результатов не гарантируется фактами. Гарантии научности определяются внутренними правилами и нормами научного дискурса, которые могут меняться с развитием конкретных наук. Поэтому признание чего-либо знанием исторически обусловлено. Следовательно, не существует общего критерия научности (в этом тезисе Альтюссер следует Башляру), а только конкретные критерии, существующие в отдельных науках.

#### Производство научного знания
Наука является видом социальной практики, а любая практика есть производство, которое имеет структуру. Альтюссер проводил аналогию между научной деятельностью и производством объектов материального мира. Процесс производства научного знания называется «теоретической практикой». Как и в материальном мире, производство в мире науки начинается с сырья. Но в качестве сырья здесь выступают не объективные или непосредственно данные факты о реальном мире, а совокупность научных или ненаучных концептов, представлений или фактов. Одна совокупность концептов будет обязательно отличаться от другой в зависимости от уровня развития конкретной науки в конкретный период. Концепты есть продукт норм и ценностей научного дискурса и его конкретной проблематики. Научное сырьё есть результат предшествующих социальных практик.
Альтюссер предложил три вида (или уровня) производства знания в ходе теоретической практики. Всеобщности I — это концепты, которые являются сырьём для учёных (например, «безработица», «квазары» или «иррациональные числа»). Всеобщности I могут быть полностью или частично внутри идеологии. Задача науки превратить эти концепты в научные, проведя отсев идеологических концептов. Они трансформируются через Всеобщности II — научные средства производства. Всеобщность II есть по сути проблематика научных концептов. Всеобщности II являются очень сложным и противоречивым единством, поскольку находятся на стыке между идеологией и наукой и содержат в себе как остатки идеологии, так и возможности производства собственно науки. Результат этой трансформации есть Всеобщность III, само знание, цель научного анализа. Альтюссер настаивал, что Всеобщности III не раскрывают сущность Всеобщностей I. Они есть просто результат трансформации Всеобщностей I. Альтюссер приводил три примера научных трансформаций: основание современной физики Галилеем, возникновение математики в Древней Греции и создание Марксом науки исторического материализма на основе классической политической экономии.

### Роль философии. Теория и политическая практика
Альтюссер столкнулся с одним из ключевых вопросов марксистской традиции: соотношением между теорией и практикой. С одной стороны, философия была для него частью социальной практики, которая не могла сама себя объяснить; с другой стороны, «наукой наук», способной сформулировать принцип научности науки. Альтюссер пытался обосновать связь между интеллектуальной деятельностью и политической практикой и постоянно подчеркивал, что его теоретические работы надо рассматривать как «политическое вмешательство в сферу теории». Взгляды Альтюссера в этих вопросах претерпели определённую эволюцию.

#### Первоначальная позиция
В период первого издания «Читать „Капитал“» (1965) марксистская философия («диалектический материализм») для Альтюссера есть подлинная, научная философия, «теория теоретической практики» или просто «Теория». Теория помогает научной практике различать идеологические и научные концепты, проясняя их и наполняя содержанием, что позволяет науке преобразовывать существующие идеи в научное знание. Процесс может происходить одновременно с производством научного знания.
Большая часть философии есть идеологическая практика, которая возникает из «реального мира» практической человеческой деятельности, сохраняя с ним связь. Научно обосновать философию означает разоблачить её как идеологию. Как вид идеологического производства, философия в абстрактной форме воспроизводит понятия о мире для сохранения существующих социально-экономических отношений. Такая философия просто отражает исходные ценности, мировосприятие и идеи, позволяющие функционировать социально-экономическому миру.
Трактовка марксистской философии как «науки наук» (одновременно вне науки и идеологии) оказалась очень спорной, поскольку означала идеализм, неприемлемый в рамках марксистской традиции: наука подчинялась философии, а знание выводилось из мысли. Последовала критика Альтюссера в идеализме и «теоретичности», а также в отсутствии связи с политической практикой, в частности, со стороны сталинистского руководства ФКП и одновременно левых радикальных групп внутри партии, которые объединились в данном вопросе. Альтюссер уже в 1967—1968 годах в курсе лекций «Философия и спонтанная философия учёных» и докладе «Ленин и философия» попытался переформулировать определение философии, а ко времени второго издания «Читать „Капитал“» (1968) признал свою ошибку.

#### Пересмотр взглядов
Альтюссер пересмотрел свои взгляды, назвав первоначальный подход «теоретическим отклонением», игнорирующим политическое измерение философии. Философия больше не была «наукой наук» или теорией научности. В результате ревизии не осталось точных критериев различения научных и идеологических концептов: все теоретические концепты затронуты идеологией. Как и идеология, философия не имеет истории; Альтюссер следует здесь Марксу и Энгельсу периода «Немецкой идеологии». У философии остаются и свои вопросы, методы, традиции и «правила игры». Однако Альтюссер подчёркивал, что она сама по себе не является знанием, поскольку у неё нет объекта. Философские категории уже не есть определения научных объектов и больше не являются концептуализациями их научности. Задача философов-марксистов, занимающих определённую политическую позицию, — помогать учёным выявлять идеологические концепты с помощью метода исторической критики. Результатом такой деятельности должны стать правильные концепты в нормативном смысле, а не истинные концепты с научной точки зрения.
...тексты Альтюссера всегда полемичны и ситуативны. Они всегда обращены к конкретному историческому и политическому контексту, с помощью которого он стремится выявить то, что действительно стоит на кону, и показать тот или иной теоретический спор как борьбу марксистского материализма с идеализмом любых оттенков. Характерная резкость и даже некоторая задиристость его текстов являются следствием этой принципиальной полемической установки. Он всегда нацелен на вскрытие предрассудков, в которых мы не отдаём себе отчёта, и неутомимо уточняет и разнообразит свой анализ этих предрассудков... Это значит, что каждая идея, о которой идёт речь на этих страницах, выступает как идея, которая всегда кому-то принадлежит, как идеологическая проекция некоей поддающейся идентификации (политической) позиции и что Альтюссер никогда не приступает к корректному с его точки зрения изложению этой идеи, не опровергнув сначала своих идеологических противников и не показав их как подчиняющихся той или иной идеологии.
Альтюссер связал политику и философию в ленинском ключе: философия представляет политику в сфере теории и одновременно науку в классовой борьбе. Философия не производит знание, а служит исключительно политической репрезентации в теоретической форме классовой позиции. Марксистская же философия полностью сознаёт своё место и функцию в политическом измерении общества; её назначение определяется классовой борьбой. В «Ответе Джону Льюису» (1973) Альтюссер ещё раз уточнил свою позицию: теперь философия есть прежде всего политическая практика классовой борьбы, хотя она и имеет сходство с наукой (абстрактность, рациональность, системность) и остаётся внутри теории. Политические практики основаны на идеологическом понимании блага и его достижения, которое наука может уточнить, хотя невозможно окончательно избавиться от идеологии. Поскольку научное знание материальной реальности не говорит непосредственно с обществом или политиками, то философы-материалисты должны передавать его политикам и общественности. Философ — «вечный посредник»: он — политик среди учёных и учёный среди политиков. Политические результаты такого взаимодействия философии с политикой вовсе не обязательно будут успешными, просто идеалистическая идеология будет становиться более научной и материалистической, что улучшит вероятность реализации политических целей.
Выдвинув на первый план в ходе самокритики классовую борьбу и ленинское понимание соотношения между теорией и политической практикой, Альтюссер после 1968 года перешёл на позиции ленинизма. Г. Эллиот считает альтюссеровскую ревизию возвратом от оригинальных идей к сталинистскому марксизму. С другой стороны, «теория» и «практика» Альтюссера относятся к отношениям между наукой и философией и находятся внутри теории; теория и есть практика, она не связана с реальностью, как у Ленина, и не служит ей. Ленинскую терминологию (материализм и идеализм) Альтюссер использовал для обозначения собственных эпистемологических позиций (эмпиризм и антиэмпиризм).

### Социальная теория

#### Против Гегеля. «Антиэкономизм»
Вопрос о Гегеле занимал центральное место в дискуссиях о материалистической диалектике и марксизме после 1956 года; Альтюссер оппонировал реабилитации Гегеля и искал способы преодоления гегелевского наследия. Альтюссер «атаковал» Гегеля по трём направлениям. Он утверждал, во-первых, несводимость марксистской диалектики к гегелевской; во-вторых, несводимость марксистской концепции социального целого (включая концепцию причинности) к гегелевской; в-третьих, различие между марксистской наукой истории и любой другой философией истории, Гегелем в первую очередь.
В гегелевской диалектике Дух разворачивает из себя новое содержание в процессе саморазвития абсолютной Идеи, которая есть конечная реализация динамики истории; содержание уже имеется в свернутом виде. Социальные изменения порождаются противоречием между сущностью общества и Идеей свободы. Альтюссер использовал термин «экспрессивная тотальность» для обозначения гегелевской «тотальности», в которой целое было больше, чем простая сумма частей. Изменения в тотальности выражают центральное противоречие в сущности социального целого, в его Духе, независимо от того, где именно происходят изменения — в гражданском обществе, государстве, экономике или культуре. «Сущность» определяет все аспекты социальной жизни, каждый элемент которой есть внутренняя сущность целого. Гегелевское «сущностное деление» позволяло проводить разделение между элементами социального целого и выявлять отношения между ними, выражающие их внутреннюю сущность. Примером такой гегелевской сущности может служить абстрактная юридическая личность в Древнем Риме. Телеологизм Гегеля сохраняется у Лукача и Сартра или в механицизме экономического детерминизма Каутского и Люксембург.
Марксистская диалектика, в отличие от гегелевской, не телеологична, в ней нет изначальной заданности содержания в свернутом виде. Альтюссер отрицает гегелевское снятие противоречия, которое само по себе есть телеология, и отказывается от использования гегелевской диалектики для описания общественных противоречий. Диалектический метод невозможно извлечь из гегелевской проблематики, поскольку не может быть диалектики, которая была бы и материалистической, и идеалистической: речь идёт о разных системах и методах, а не о диалектическом методе, отдельном от системы. Альтюссер крайне критично относился к гегелевской диалектике в период «За Маркса» и «Читать „Капитал“»; позже, начиная примерно 1968 года, в другом полемическом контексте, он не отрицал исторические и концептуальные связи с Гегелем.
Важным аспектом альтюссеровской ревизии исторического материализма был «антиэкономизм». В соответствии с базовым принципом исторического материализма, экономика есть фактор, «в конечном счёте» (Ф. Энгельс) детерминирующий социальную жизнь и развитие общества. Ключевым противоречием в марксизме является противоречие между наёмным трудом и капиталом. Альтюссер отвергает экономический детерминизм, который считает пережитком механицизма XIX века. Тезис о детерминации экономической практикой «в конечном счёте» носит скорее формальный характер. Реально такая детерминация почти никогда не происходит. Экономизм есть ложный марксизм, он остаётся в рамках гегелевского эссенциалистского идеализма и внутренне не диалектичен, так как основан на метафоре сущность / явление и не способен объяснить категории тотальности и противоречия. Экономическое противоречие само по себе не может привести к пролетарской революции. Следовательно, теоретически невозможна и революционная политика, основанная на разрушении существующих производственных отношений. Альтюссер настаивал, что экономизм был причиной многих политических провалов коммунистического движения, включая сталинское «отклонение». Революция же, напротив, есть иррациональный взрыв самого базиса, невозможный с точки зрения экономизма.

#### Социальная практика как процесс без субъекта
Для Альтюссера (по крайней мере, в ранний период) любая человеческая деятельность есть практика. В статье «О материалистической диалектике» (1963), включённой в сборник «За Маркса», Альтюссер отмечает:
Под практикой как таковой мы будем понимать любой процесс преобразования данного определенного материала в определенный продукт, преобразования, осуществляемого определенным человеческим трудом, использующим определенные средства («производства»).
Для преобразования существующих материалов в готовые продукты используются существующие средства производства. Этот аспект есть у Маркса. У Альтюссера в процессе преобразования отсутствуют цели. Уход от целеполагания позволял Альтюссеру заменить марксову детерминированность процесса труда конечным продуктом на детерминированность самим процессом преобразования, антропология человеческих целей, желаний и технологий заменялась существующими и возможными структурами. Место человека занимают производственные практики, конституирующие социальное целое. Сами люди есть только случайный «сырой материал» для выполнения определённой социальной роли, а не источник социальных изменений. Альтюссер использует процесс детской социализации для подтверждения этого тезиса: представление о том, что люди есть создатели самих себя, есть иллюзия. Альтюссер принял положения лакановской трактовки структурной лингвистики о том, что бессознательное структурировано так же, как и язык: социальная детерминированность не осознаётся, поскольку уже структурирована. Структура практик не зависит от свойств человеческих индивидов: практика есть процесс трансформации без субъекта.

#### Социальные практики, социальная формация и способ производства
Социальные практики состоят из разных «инстанций» (или «уровней»), находятся в системе структурной взаимосвязи и составляют единое социальное целое.  Альтюссер не даёт четкого терминологического разграничения социальных структур, отношений и практик; инстанции есть их различные уровни, которые имеют функциональную целостность и сами состоят из структур. Социальные отношения есть актуализации (проявления) социальных структур, которые реализуются, воспроизводятся и изменяются в практиках, подчинённых правилам, но одновременно открытых для изменений. Практики нельзя редуцировать друг к другу, поэтому нельзя создать социальную теорию, которая бы полностью осмыслила сущность социальной реальности. Наиболее важными видами инстанций, составляющими основу социального целого, являются экономическая, политическая и идеологическая. Важным свойством социальных практик является их множественность. Множественные практики всегда находятся в сложном единстве определённой социальной формации в виде системы взаимосвязанных и взаимозависимых практик, которая называется «артикуляцией»: единством господства и подчинения.
Социальная формация есть сложная единая иерархия уровней или инстанций, «совокупность инстанций, артикулированных базисом данного способа производства». Способ производства артикулирует все элементы в социальной формации, формируя сложное социальное целое. Различные практики внутри социальной формации соотносятся друг с другом через их позиции в иерархии, которая в любой момент времени артикулируется сочетанием двух факторов — структурного и конъюнктурного.
Способ производства у Альтюссера имел несколько терминологических нюансов. Во-первых, это не только средства и отношения производства, но и социальные условия их существования и воспроизводства. Способ производства относится не только к экономике, но и к политическим и идеологическим отношениям и инстанциям: он есть артикуляция или сложное единство всех взаимосвязанных уровней разных практик. Во-вторых, сложность социальной структуры предполагает комбинацию нескольких способов производства. В-третьих, способ производства отличается от социальной формации. В последнем случае речь шла об эпистемологическом аспекте: способ производства был теоретическим объектом, а социальная формация — применением теории к исторической реальности (конкретной конъюнктуре). Альтюссер настаивал, что после Маркса именно концепт способа производства (а не общества) есть единственный объект изучения исторического материализма; сам концепт не имел ничего общего с классической политической экономией и теориями общества и истории эпохи Просвещения.

#### Структурная причинность
Вместо гегелевской диалектики Альтюссер использовал «структурную причинность» Спинозы для объяснения отношений элементов внутри социального целого. Согласно Альтюссеру, Спиноза был предшественником Маркса в теоретической революции, прежде всего в понимании причинности. До Маркса существовало две традиционных модели причинности: «транзитивная» (картезианское наследие и британский эмпиризм), или «механическая», причинность и «экспрессивная», или «линейная», причинность (традиция Лейбница и Гегеля, включая «вульгарный» марксистский экономизм и «абсолютный историзм» Грамши, Лукача и Корша). Транзитивная причинность сводит целое к сумме его частей; экспрессивная причинность подчеркивает первичность целого как сущности, части которого есть всего лишь выражения целого. В отличие от транзитивной причинности, структурная причинность описывает воздействие целого на его части; в отличие от экспрессивной причинности, она не делает целое сущностным и не сводится к его частям. Концепт структурной причинности объяснял отношения как между общей структурой (социальной формацией) и её секторальными структурами (экономическими, политическими, идеологическими уровнями), так и между секторальными структурами и их элементами — средствами и отношениями производства.
Структурная причинность концептуализировала социальное целое как параллелограмм сил, каждая из которых несёт на себе отпечаток условий своего существования, самого́ социального целого. Каждый процесс производства, будучи уникальной структурой, связан со структурным целым; ни одна из структур не сводится к сущностной причине других. Такое определение близко по смыслу «субстанции» Спинозы, имманентной своим «модусам» (эффектам) и видимой с разных аспектов. Структура есть целое, которое артикулируется только своими элементами и следствиями и исчерпывается ими. Причинность всегда зависит от условий сложно структурированного целого: элементы детерминированы целым и отношениями с другими элементами внутри целого. Причина не сводится к выражению скрытой сущности: нет первопричины или конечной причины. Целое есть «отсутствующая причина», поскольку невозможно эмпирически увидеть его воздействие на отдельные элементы. Выражаясь языком Спинозы, можно сказать, что эффекты имманентны структуре, которая сама неотделима от эффектов. Концепт структурной причинности привёл Альтюссера к антигуманизму и антиисторизму — точке зрения, противостоящей позициям Сартра или раннего Маркса.

#### Социальное целое и сверхдетерминация
Социальное целое есть структура социальных отношений, которая формирует систему взаимосвязанных практик, организованных внутри детерминированной иерархии. Социальное целое определяет не конкретное содержание практик, а только их место, формируя перекрёстные отношения господства и подчинения, причины и следствия. Как «всегда-уже-данное сложное структурное единство», оно даёт относительную автономию каждому элементу при обратном влиянии политических и идеологических надстроечных практик на экономический базис. Отношения внутри целого не обуславливаются исключительно противоречием между производительными силами и производственными отношениями. «Надстроечные» (вторичные) противоречия, хотя и формально отсылают к «первичным» (базису), в конкретной ситуации воспроизводства социальной формации принадлежат к условиям существования самого базиса.
Чтобы преодолеть экономизм, Альтюссер ввёл концепт «сверхдетерминации» для описания социальных противоречий вместо традиционной детерминированности надстройки базисом. Концепт был взят из психоанализа: Фрейд использовал его для анализа сновидений, а Лакан пересмотрел с точки зрения структурной лингвистики, применительно к языку. Альтюссер считал, что фрейдовская сверхдетерминация лучше всего схватывала марксов смысл противоречия. Любое частное противоречие определено (сверхдетерминировано) всей социальной структурой в целом: сложное социальное целое изначально внутренне асимметрично. Изолированные элементы общей структуры (человек, класс, институт или государство), отражают и воплощают практики и антагонизмы, сверхдетерминируются и подчиняются исторической конъюнктуре. Каждая структура независима от остальных, имеет свои законы, определяющие её развитие, и не может быть сведена к каким-либо единым принципам. Сверхдетерминированное противоречие относится не к трансцендентному гегелевскому закону, а имманентно социальному целому, в структуре которого нет ни бинарных семиотических оппозиций, ни определяющего отношения центра. Хотя в современном капиталистическом обществе сохраняется главное марксистское противоречие между наёмным трудом и капиталом (как и противоречие между частным интересом и общим благом), оно сверхдетерминируется второстепенными противоречиями надстройки; сверхдетерминация зависит от общей структуры всех социальных уровней. Структурировав целостность социальных практик, можно понять их воздействие друг на друга, а значит, и сам механизм сверхдетерминации.

#### Господствующая структура и неравномерное развитие
Альтюссер использует концепт децентрированной «господствующей структуры» для обозначения главного элемента социального целого, который детерминирует все другие практики. Господствующая структура обеспечивает «сложно-структурно-неравноправную детерминацию». У неё нет центра или сущности, она меняется в зависимости от сверхдетерминации противоречий в конкретный момент и от их неравномерного развития:87.
При капитализме экономика есть господствующая структура в иерархии социальных практик. В современном мире структура экономической практики состоит в производстве и потреблении товаров, которое определяет производство моральных ценностей, научного знания, семьи, искусства и т. д. В разные периоды истории могут господствовать религия, государство, идеология или, например, политика, которая детерминирует социально-экономическую структуру при феодализме. Чтобы установить взаимосвязи между разными уровнями практик, Альтюссер использует ленинский тезис о «неравномерном развитии», переворачивая его трактовку в ранней работе Мао Цзэдуна «О противоречии» (1937). В отличие от Мао (для которого неравномерность была следствием противоречия), для Альтюссера, с его позиций структурного целого, противоречие есть результат неравномерности. Развитие производительных сил внутри способа производства часто неравномерно, развитие отдельных практик не обязательно гомогенно или линейно, а сравнительно автономно, с собственными противоречиями и скоростью развития.
Сложное и неравномерное отношение разных инстанций друг к другу в конкретный момент времени называется «конъюнктурой». Историческая конъюнктура зависит от иерархических отношений между практиками и от истории развития каждой практики. Некоторые экономические элементы внутри целого капиталистические, другие — социалистические. Такие ключевые исторические события XX века, как революция 1917 года, Кубинская революция, революция в Китае и т. д. нельзя объяснить в рамках простого марксистского экономизма, но можно понять с помощью сверхдетерминации. Концепт сверхдетерминации объясняет, почему конденсация противоречий в 1917 году привела к тому, что в «отсталой» России, которая, по Ленину, была слабым звеном империалистической цепи, произошла революция.

### Теория идеологии
Центральное место в наследии Альтюссера занимает теория идеологии. Впервые он обратился к ней в статье «Марксизм и гуманизм» (1964) и позднее развил в своей наиболее цитируемой работе — статье «Идеология и идеологические аппараты государства» (1970).
Идеология, с одной стороны, есть проживаемое отношение людей к реальным условиям их существования. С другой стороны, идеология всегда материальна, существует в виде различных социальных практик. Исходя из этих двух посылок, Альтюссер приходит к выводу, что идеология формирует («интерпеллирует») человеческого субъекта.

#### Универсальность и вечность идеологии
Для Альтюссера периода «Марксизма и гуманизма» идеология — система, которая не имеет внешнего источника происхождения и обладает внутренней логикой и правилами, определяющими единство её элементов. Главным (парадигмальным) примером идеологии являлся гуманизм, а само определение идеологии увязывалось с противопоставлением науке. Тогда Альтюссер так определял идеологию:
Оставаясь на уровне самых общих схем, достаточно знать, что идеология — это система (которая имеет собственную логику и строгость) представлений (которые могут выступать в форме образов, мифов, идей или понятий), обладающая определенным историческим бытием и определенной исторической ролью в пределах того или иного конкретного общества.
Однако идеология есть не просто представления людей о мире и обществе или ложное знание, а способ, посредством которого люди «проживают» своё отношение к условиям своего существования. Она относится не к сознанию (такой подход, по Альтюссеру, есть идеализм и либеральный индивидуализм), а к бессознательному. Идеология связывается с эмоциональным измерением человеческого существования, с феноменами страха и надежды:126. Идеологические представления есть прежде всего структуры, а не взгляды или идеи; структуры навязываются людям через процесс, который ускользает от сознательного восприятия.
Комментаторы часто указывают на большую роль психоанализа Лакана в альтюссеровской теории идеологии. Альтюссер использовал понятие Воображаемого, чтобы связать идеологию и внутренний мир индивида. Воображаемое, с одной стороны, есть обман и иллюзия в спинозовском смысле; с другой стороны, оно есть необходимая форма непризнания, что соответствует подходу Лакана. Лакановское Воображаемое только частично конституирует субъекта через фантазию о собственной целостности, навсегда исключая из Символического измерение опыта, измерение Реального. В отличие от Лакана, у которого Воображаемое было доязыковой стадией психического развития ребёнка, у Альтюссера оно продолжает существовать и во взрослой жизни: сохраняется ложное представление об индивидуальной субъективности. В трактовке Альтюссера имелась зависимость между воображаемым и реальным (практическим) отношением людей к окружающему миру. Связь осуществляет идеология, основанная на человеческих допущениях, верованиях, надеждах и желаниях. Реальное отношение к чему-либо неизбежно превращается в воображаемое, выражающее желание нечто видеть. Иными словами, индивиды проживают своё отношение к условиям существования именно в воображении. Связь основана на взаимной сверхдетерминации, благодаря которой идеология способна определять отношение людей к условиям их социальной жизни. Идеология присутствует в человеческом подсознании, в личностном измерении социальной жизни (выбор имени ребёнка до его рождения уже есть идеология) и материально-общественном мире в форме институтов. Идеология есть следствие существования общества как социальной целостности. В связи с альтюссеровским холизмом в социологической литературе отмечалось и влияние социологии Эмиля Дюркгейма, особенно его теории религии, на концепцию идеологии Альтюссера.
Поскольку идеология функционирует бессознательно, она находится «вне истории». Идеология трансисторична, вечна и будет существовать даже в коммунистическом обществе. Представление от том, что идеология может исчезнуть, утопично: человек есть «идеологическое животное». Идеология так же вечна, как фрейдовское бессознательное. Альтюссер пишет:
…если я могу выдвинуть проект теории идеологии как таковой и если эта теория является одним из тех элементов, от которых зависят теории частных идеологий, то на первый взгляд то, что я сейчас скажу, будет выглядеть довольно парадоксально: у идеологии нет истории.
Научное понимание не упраздняет идеологию, а, наоборот, подтверждает необходимость её существования. Альтюссер, однако, различал идеологию в данном трансисторическом смысле и конкретные социально-исторические формы идеологий: феодальные, буржуазные и даже пролетарские. Идеологии могут быть консервативными, революционными, конформистскими или реформаторскими. В классовых обществах господствует идеология правящих классов, хотя она и заимствует некоторые элементы идеологий других классов. Идеология выражает определённые ценности и одновременно является структурным элементом, с помощью которого отношение людей к условиям их существования соответствует интересам господствующего класса. При коммунизме люди будут продолжать считать себя свободно действующими субъектами, а значит, сохранится и идеология. В бесклассовом обществе идеология будет транслировать ценности и останется элементом структуры, однако там она будет служить общему благу, в частности, как средство для освоения людьми внешнего мира. В целом, разница между классовым и коммунистическим обществом не столь велика, как ранее думали западные марксисты.

#### Идеологические аппараты государства
Одним из ключевых в концепции Альтюссера является утверждение о материальном существовании идеологии. Идеология воспроизводит отношения производства, устанавливая способы идентификации субъектов, чтобы они занимали отведённые им позиции в социальной формации. В этой связи Альтюссер изменил распространённую марксистскую трактовку государства как инструмента буржуазии против пролетариата, выделяя два аспекта государственной власти: «репрессивные аппараты» (армия, полиция, суд, пенитенциарная система и т. д.) и «идеологические аппараты». По Альтюссеру, человеческие представления либо идеи (то есть идеология) имеют смысл и могут существовать только в ритуализированных практиках (действиях), которые в свою очередь существуют внутри аппаратов. Идеология не есть причина или следствие аппаратов; они вовсе не придают идеологии материальное воплощение. Аппараты и есть сама идеология, то есть первичный способ её существования, а не просто её выражение или воплощение. Альтюссер пишет:
…идеология всегда существует в некоем аппарате, в его практической деятельности или практиках. Это существование материально.
Идеологические аппараты Альтюссера имеют сходство с понятием гражданского общества у Антонио Грамши. Идеологические аппараты существуют в форме социальных институтов, таких как семья, масс-медиа, церковь, образование, политические партии, профсоюзы, индустрия развлечений и т. д. В социальной жизни избежать этих институтов невозможно, и потому нельзя избежать воздействия идеологии, она является социальной практикой, а не просто интеллектуальной иллюзией. Идеологические аппараты государства есть институциональные пространства, в которых «живёт» идеология, выполняющая функции принуждения. Конкретная идеология в аппаратах есть всегда идеология правящего класса. В «Идеологии и идеологических аппаратах государства» Альтюссер выделил следующие виды идеологических аппаратов: религиозный (система разных церквей), школьный (система разных школ, частных и государственных), семейный, юридический (право относится одновременно к репрессивному аппарату и к системе идеологических аппаратов государства), политический (политическая система, включая различные партии), профсоюзный, информационный (пресса, радио, телевидение и т. д.), культурный (литература, искусство, спорт и т. д.)
Репрессивный аппарат относится к публичной сфере, а большинство идеологических аппаратов — к частной. Хотя Альтюссер и противопоставляет репрессивный аппарат идеологическим аппаратам, различие между ними относительно, они тесно связаны и взаимно помогают друг другу. Идеология воспроизводит через практики, во-первых, репрессивные аппараты, то есть надстройку в марксистском смысле; во-вторых, отношения производства и, в-третьих, рабочую силу. В зрелых капиталистических обществах господствующее положение, в результате классовой борьбы против ранее господствующего аппарата — церкви, занял школьный идеологический аппарат. В школе происходит подготовка людей к будущей эксплуатации. Во Франции, например, школа вдалбливает определённое количество «ноу-хау», представляющих собой либо замаскированную идеологию (французский язык, арифметика, естествознание, литература), либо просто господствующую идеологию в чистом виде (этика или философия). Когда люди заканчивают обучение, усвоенная в школе идеология определяет их желание работать и становиться рабочими, техниками, руководителями, капиталистами и т. д.
Наиболее ярким примером материального существования идеологии является религия. Религиозная идеология проявляется как в отправлении формального ритуала, так и в наличии внутренней веры. Само отправление ритуала позволяет человеку думать, что он «внутренне» свободен, а объективный факт молитвы существует лишь «внешне», не затрагивая его внутреннего «Я». В действительности такое представление о внутренней свободе является иллюзией. Альтюссер цитирует Блеза Паскаля: «Преклони колени, начни молиться и ты уверуешь», имея в виду, что не молитва есть следствие веры в Бога, а действие — социальная практика — производит веру. Религиозная вера всегда материальна и существует в виде социальной практики, которая и есть способ существования идеологии. Ритуал в качестве материального компонента веры есть необходимое условие самой религии.

#### Субъективация и интерпелляция
Человек формируется идеологией и всегда находится внутри идеологии, поскольку не может выйти за рамки таких её нематериальных элементов, как сексуальность или язык. Тезис о формирующей субъекта идеологии отсылает к лакановскому понятию зеркальной структуры Воображаемого; «зеркало» Лакана аналогично идеологии. Работа идеологических аппаратов всегда обращена к человеческим субъектам: сама категория субъекта есть часть идеологии. Досубъектное состояние (индивид) есть лишь не имеющее значимости условие для возникновения субъекта и идеологии. Альтюссер пишет:
Мы сказали, что категория субъекта является конститутивной для всякой идеологии, но в то же время надо отметить, что категория субъекта является конститутивной для всякой идеологии только потому, что (определяющая) функция всякой идеологии – «конституировать» конкретных индивидуумов в субъектов.
Субъект есть прежде всего то, что субъективируется (фр. assujetti); он не действует самостоятельно, а подвергается воздействию в рамках отношений господства. Начальный этап конституирования субъекта происходит при овладении языковыми навыками, которые необходимы для получения социального статуса. Обучение языку есть акт подчинения, поскольку языковые правила соответствуют правилам социальных структур господства и идеологии. Процесс социализации через овладение производственными и образовательными навыками есть одновременно процесс усиления подчинения власти. Воспроизводство социальных навыков есть процесс воспроизводства субъекта, который Альтюссер называет субъективацией. Субъекту вменяются те или иные действия, например, политические или моральные. Субъективация имеет парадоксальную и двойственную природу: невыполнение субъектом определённых действий влечёт наказание и насилие, но в то же время она не просто механически навязывает социальные нормы, а предполагает их сознательное усвоение субъектом и свободное подчинение. Навязывание политического или морального субъекта, декартовского «субъекта истины», «эго» или сознания, которые предшествуют или являются причиной истины или производства отношений господства, не оставляет возможности для истины или политической легитимации. Конституирование субъекта идеологическими аппаратами воспроизводит традиционную религиозную модель: Закон / Власть есть замена божественного Субъекта (Бога); структурно механизм субъективации через скрытое подчинение остаётся прежним.
Идеология не только субъективирует индивидов, но и «интерпеллирует», то есть конституирует индивидов в качестве конкретных субъектов. Это центральный тезис концепции Альтюссера. Для описания акта создания субъекта Альтюссер использует концепт интерпелляции («оклика»). Интерпелляция есть элемент повседневной идеологической практики, которая обеспечивает воспроизводство условий производства через трансформацию человеческих индивидов в субъектов. Вследствие интерпелляции индивиды, ставшие субъектами, в дальнейшем будут «свободно» выбирать их собственную субъективацию.
Интерпелляция точнее показывает отношение между идеологией и субъектом: связь основана на процессе признания. Признание субъектом идеологии есть бессознательное событие, которое никогда не осознаётся; признание есть необходимая оборотная сторона возникновения сознания, представлений, действий и речи субъекта. Интерпелляция осуществляется идеологическими аппаратами государства: например, школой, религией или семьёй. Акт интерпелляции есть главный элемент работы идеологических аппаратов. Интерпелляция имеет место, когда человек признаёт, что обращение было адресовано ему и может иметь форму простого оклика полицейским прохожего: «эй, вы там!» либо обращения или призыва. Поскольку нет места вне идеологии, внутри человеческого тела уже имеется врождённая готовность, открытость этому оклику. Идеология приближается к индивиду и окликает субъекта, который находится внутри пространства тела в виде самой категории субъекта. Индивид отвечает на оклик, думая, что окликают именно его, как если бы он узнавал собственное отражение в зеркале. Отвечая «да, это я!», индивид приглашает идеологию в себя, как будто впускает знакомого незнакомца к себе в дом. В результате индивид окончательно становится субъектом, занимая «позицию субъекта» и признавая себя учеником, гражданином, зрителем и т. д.
В реальности вечная и трансисторическая идеология «всегда-уже окликнула» индивидов в качестве конкретных субъектов. Повседневные ритуалы — приветствие, обращение, рукопожатие — лишь поддерживают идеологическое функционирование субъекта. Люди «всегда-уже» предназначены стать субъектами, поскольку даже до своего рождения ребёнок назначен в качестве субъекта идеологии: он уже включён в семейные ритуалы (выбор имени, включение его в государственную и семейную мифологию и т. д.). Рабочие в современном капиталистическом государстве работают сами именно потому, что они «всегда-уже» окликнуты правящей идеологией, и «свободно» подчиняются распоряжениям, поскольку идеология уже живёт в них. Важнее всего то, что они добровольно совершают действия и поступки, которые поддерживают функционирование механизма производства. Человек всегда охвачен идеологией, даже если он думает, что сознательно использует идеологию. Рациональное и осознанное поведение есть наивная иллюзия или идеологическая видимость.
Ярким примером интерпелляции является оклик индивида со стороны Бога, единственного и главного субъекта религии. В христианской теологии происходит удвоение субъекта абсолютным субъектом (Богом); они находятся в лакановском зеркальном отношении. Субъект-Бог «рекрутирует» бесчисленное множество субъектов. Он подчиняет их и одновременно предоставляет свободу и определённые гарантии спасения. Сложное «зеркальное связывание» обеспечивает отклик индивидов, их подчинение Субъекту-Богу, взаимность признания человеческих субъектов и Субъекта-Бога в качестве субъектов по отношению друг к другу и самим себе, абсолютные гарантии спасения в случае признания и адекватного поведения.

### «Случайный материализм», или «Философия столкновения»
В поздний период Альтюссер разрабатывал философию «случайного материализма» («философию столкновения»). В настоящее время исследователи активно обсуждают, является ли она продолжением ранних работ, окончательным разрывом с ними или ключом к пониманию всего его творчества. Вполне вероятно, что идеи разрабатывались долгое время и имели связь с более ранними работами, с постструктурализмом, в частности, с философией Деррида. Исследователь Витторио Морфино называет тезисы, указывающие на явную преемственность с работами 1960-х годов: процесс без субъекта и отрицание любого вида телеологии; первичность отношений перед элементами; теоретический антигуманизм; отсутствие объекта у философии; схема структуры метафизики: Происхождение — Субъект — Объект — Истина — Конец — Основание. В. Морфино выделил следующие ключевые концепты позднего Альтюссера: пустота / ничто; столкновение; факт / Faktum / фактический / фактичность; конъюнктура / соединение; необходимость / случайность.
Альтюссер писал об особом «подводном» течении в истории философии — «материализме столкновения» или «случайном материализме». В традицию материалистической мысли входят Демокрит, Эпикур, Лукреций, Макиавелли, Спиноза, Гоббс, Руссо, Монтескьё, Маркс, Ницше, Хайдеггер, Витгенштейн, Деррида и Делёз. Опорными концептами для этой традиции являются предел, границы, пустота, отсутствие центра, свобода. Альтюссер возвращается к тезису конца 1960-х годов о двух позициях в философии: материализме и идеализме, которые находятся в постоянной войне друг с другом, причем в неравном положении, поскольку случайный материализм всегда находится в оппозиции. Философия производит не универсальную истину, а условные истины, которые конкурируют друг с другом; метафизические положения истинны лишь постольку, поскольку они имеют объяснительную или практическую ценность. Философия должна постоянно вопрошать себя о своём месте и позиции в конъюнктуре, задавая вопрос: что надлежит делать?. Если у материалистической философии и есть объект изучения, то это «пустота», которая не существует, а лишь возможна. Концепция пустоты онтологическая: пустота предшествует философии; вместе с тем, именно философия создаёт философскую пустоту, чтобы наделить себя существованием. Пустота субстанциализируется, а не практикуется: философия присваивает и репрезентирует пустоту в виде «ничто».
Случайный материализм берёт начало в эпикуровском хаотичном столкновении пребывающих в пустоте атомов, «дающих рождение миру». Альтюссер, как и раньше, отвергает эссенциализм и телеологизм в истории. В основе всех материальных миров лежат изменения или случайность. Познание, описание или предсказание возможны, но возникновение или изменение будущих миров случайно, а не обязательно. Интерпретируя первую фразу «Логико-философского трактата» Витгенштейна и обращаясь к Хайдеггеру через Деррида, Альтюссер формулирует постоянное непредсказуемое ускользание, уход, падение миров и событий. Как и атомы Эпикура, которые отклоняются от прямого пути и неожиданно сталкиваются с другими атомами, новые миры возникают из случайных столкновений между существующими материальными элементами. Столкновение есть одиночное случайное историческое событие, противостоящее необходимости. Случайность есть не отсутствие необходимости: скорее, необходимость есть становление в результате случайных столкновений.
Бог-Природа Спинозы есть пустота. Руссо и Гоббс — примеры философов пустоты и случайности, поскольку они признавали случайное происхождение и существование политического порядка. У Макиавелли и Маркса случайный материализм приобретает политическое измерение. Макиавелли пытался упразднить провиденциализм и телеологию в политической мысли. У Маркса Альтюссер видит соединение философии пустоты и материализма столкновения: марксовы способы производства есть случайные столкновения; целое, возникающее в результате схватывания столкновения, не предшествует схватыванию элементов, а следует за ним. Поэтому капитализм мог никогда не возникнуть. Длительное столкновение, тем не менее, имеет структуру; в момент столкновения структура становится первичной по отношению к элементам. Пустота не творит мир (хотя в виде ничто лежит в основе его происхождения) и не совпадает с моментом столкновения, а относится к будущему, которое нельзя знать, а можно только ожидать. Альтюссер пересмотрел и подход к классовой борьбе: существуют «границы» или «нейтральные территории», которые избегают однозначной детерминации классовой борьбой (искусство, язык, обычаи, религиозные чувства и т. д.).

## Критика
Альтюссера обычно причисляли к структуралистам или структуралистским марксистам. Однако такое отнесение неоднозначно. Для марксистской традиции его трактовка Маркса и философия в целом были крайне специфическими. Альтюссер активно критиковал Леви-Стросса, «структуралистская идеология» которого казалась ему (как и другим марксистам) слишком рационалистической и эссенциалистской, с признаками идеализма. В последние годы получила распространение спинозистская интерпретация альтюссеровской философии. Сам Альтюссер считал себя спинозистом, а не структуралистом. Вместе с тем, спинозистские позиции Альтюссера имели сходство с лукачевской «тотальностью бытия». И Альтюссер, и гегельянские марксисты настаивали на важности холистской перспективы, поскольку были многим обязаны коллективистской социологии Эмиля Дюркгейма, хотя и отрицали его понятие «морального сообщества». После публикации ранних рукописей можно говорить и о более взвешенной оценке альтюссеровского отношения к Гегелю.
Для критиков и многих комментаторов альтюссеровской версии марксизма она была догматическим теоретизированием, научным идеализмом и аисторизмом, поскольку Альтюссер ставил идеологию и политику на один онтологический уровень с экономической практикой. Альтюссеровскую ревизию исторического материализма называли «гиперэмпиризмом», «структурным функционализмом», «детерминизмом», «догматизмом», «сталинизмом», «идеализмом». Выводы Альтюссера о том, что даже после революции люди останутся простыми «носителями» структур и сохранится разделение между теоретическими и другими практиками, привели к преданию его анафеме многими западными марксистами за сталинизм или, по крайней мере, интеллектуальный элитизм. Вероятно, наиболее известна критика британского историка-марксиста Эдварда П. Томпсона, польского философа и историка марксизма Лешека Колаковского и ученика Альтюссера Жака Рансьера. С их точки зрения, научные устремления Альтюссера были ошибочны, а его теоретические и политические попытки порвать со сталинистским марксизмом закончились неудачей. Как пишут современные исследователи, в ряде аспектов критика тех лет была довольно поверхностной и к настоящему времени частью устарела, особенно в свете многочисленных посмертных публикаций текстов Альтюссера; критика не учитывала исторический контекст их написания и эволюцию философа.
Мы все должны быть глубоко благодарны Альтюссеру за то, что он вовлек французский марксизм обратно в диалог с остальной французской философией.
Современные исследователи считают, что конкретные изыскания Альтюссера (противоречие, социальная формация, теоретическая практика и др.) представляют в основном исторический интерес. Осуществив в 1960-е и 1970-е годы деконструкции как догматического марксизма, так и марксизма в целом, Альтюссер не смог предложить теоретическую альтернативу. В критике антропоцентристских концепций и зависимости гуманизма от субъекта Альтюссер продвинулся максимально далеко, но не разработал адекватного подхода, учитывающего ошибки гуманистов. Устранив понятие субъекта, Альтюссер столкнулся с проблемой, которую не смог разрешить: как обосновать революционную политическую практику (и политику в целом) в отсутствие осознанно действующего актора. Выступая за возвращение к Марксу, Альтюссер парадоксальным образом способствовал уходу от Маркса, принявшему форму постструктурализма. По выражению исследователя Н. В. Шихардина, Альтюссер «был готов стать Лютером французского марксизма», однако цена обоснования научности марксизма оказалась слишком велика: выбор сциентизма и последующая интеллектуальная траектория вывели его за пределы марксизма. Г. Эллиот резюмирует теоретические неудачи Альтюссера: антиэмпиризм есть хрупкий компромисс между рационализмом и конвенционализмом, ведущий к перспективизму или реализму; антигуманизм есть парадоксальное упразднение человеческой природы, повторяющее дихотомию структура — действие и способствующее функционалистскому подходу к идеологии; антиисторическая антиномия теория — история подчеркивает социальное воспроизводство, оставляя в стороне социальные изменения; антиэкономизм есть квазилинейное разрешение головоломки базис — надстройка с помощью неустойчивой категории «сравнительной автономии».

### «Крестовый поход» Э. П. Томпсона
Эссе «Нищета теории» (1978) представителя «новых левых» Эдварда П. Томпсона было ответом на распространение альтюссерианства в Великобритании в 1970-е годы. Выступая с позиций, близких к сартровским, Томпсон с яростью обрушился на Альтюссера, назвав его философию идеализмом, социальную теорию — буржуазной идеологией, а политику — сталинизмом в теории. С точки зрения Томпсона, цель альтюссеровского проекта была в том, чтобы
…восстановить дисциплинарный контроль государства и партии, воссоздать идеологическую ортодоксию, то есть, по сути, реконструировать, в изменившихся обстоятельствах, сталинизм без Сталина.
Критика Томпсона затрагивала проблемы теории теоретической практики и антиэмпиризм, концепты структуры и действия и проблемы возникновения делиберативных социальных изменений. Согласно Томпсону, структуралистское сведение социальных агентов к простым носителям структур приводит к отрицанию их роли как настоящих творцов истории, способных осознавать условия социальной жизни через опыт. Антиэмпиризм и уход от эмпирических способов проверки неявно разделяют научный и обычный труд, что приводит к интеллектуальному элитизму и сталинизму. Трансисторические категории не способны объяснить делиберативные социальные изменения, для которых нужны более гибкие исторические концепты. Структуралистские позиции Альтюссера не могут концептуализировать исторический процесс вообще, поскольку исключают человеческих агентов и представляют их простыми носителями структур господства.
Критика Томпсона, одного из ведущих в мире историков-марксистов, произвела эффект, серьёзно запятнав репутацию Альтюссера в англоязычном мире, хотя сам Томпсон составлял мнение об Альтюссере в основном по работам английских социологов-альтюссерианцев, чьи позиции имели весьма косвенное отношение собственно к Альтюссеру. Альтюссер не ответил на эту критику. В 1980 году другой британский историк и философ-марксист, Перри Андерсон, выступил с более взвешенной оценкой работ Альтюссера, хотя и выказывал определённое пренебрежение к французскому мыслителю. Андерсон призывал учитывать исторический контекст в оценке работ Альтюссера, оппонируя Томпсону и отмечая, что
…любому историку, марксисту или немарксисту, следует знать, что политический характер содержания мысли может быть определен только ответственным изучением текста и контекста.

### Структурный функционализм
Альтюссер подвергся обширной критике за функционализм. Жан Бодрийяр и многие другие социологи и социальные антропологи считали альтюссеровский подход функционалистским и устаревшим; социальная формация является негибким понятием, поскольку имеет экономический базис и политическую, культурную и идеологическую надстройку.
С этой точки зрения, тезис о вечности идеологии означает универсальную функциональную необходимость конституирования субъектов, которые субъективируются для воспроизводства социального разделения труда. Альтюссеровская концепция государства функционалистская: роль государственных аппаратов заключается в воспроизводстве отношений производства, они реализуют предписания, установленные на экономическом уровне. Неясно, как в социальном воспроизводстве государственных аппаратов возможны непредвиденные социальные изменения (deus ex machina классовой борьбы). Альтюссер разделяет неудачу функционализма Толкотта Парсонса и функционалистской социологии в целом. И Парсонс, и Альтюссер концептуализировали порядок и отсутствие изменений: Альтюссер должен был объяснить, почему революция не происходит, и пришёл к выводам о существовании практик, которые привязывают людей к социальной системе, а Парсонс в 1920-е и 1930-е годы был озабочен объяснением порядка в центре возможного беспорядка (хотя и находился на противоположных от Альтюссера политических позициях), на фоне вероятного прихода социализма или фашизма; терминологически «социальная система» Парсонса эквивалентна «способу производства» Альтюссера. Согласно Энтони Гидденсу, у Парсонса и Альтюссера
…каждый индивид достигает позиции, при которой субъект управляется объектом. Акторы Парсонса — дополнения к культуре, а агенты Альтюссера являются дополнениями к структуре, но ещё более посредственными.

### Другая критика
Поль Рикёр, отмечая большую искренность и скромность в текстах Альтюссера, подверг критике ряд его основных идей. Во-первых, с точки зрения Рикёра неясно, в каком смысле марксизм можно считать наукой. Во-вторых, эпистемологический разрыв по сути есть «интеллектуальное чудо». В-третьих, понятийный аппарат, в частности, концепт «сверхдетерминации», вряд ли принципиально отличается от традиционных марксистских базиса и надстройки. В-четвёртых, неясно, какие отличительные черты имеют конкретные формы идеологии, например, гуманизм, который можно понимать очень широко. В-пятых, само общее определение идеологии, сформулированное Альтюссером, должно опираться на теорию символического действия, поскольку предполагает философскую антропологию, включающую мотивации и символы. Отсылки к материальному существованию недостаточно, так как воображаемое отношение не сводится к идеологическому аппарату. Сверхдетерминация базиса и надстройки по сути повторяет типично религиозный парадокс конечной предопределённости: самостоятельный актор в итоге оказывается в игре, которая определяется кем-то другим и в другом месте. В связи с антигуманизмом Альтюссера, Рикёр не видел, как можно обосновать, например, протест против нарушения прав человека на основе структуралистской идеи о конце «философского… мифа о человеке». Рикёр отмечал большое влияние Фрейда и Лакана на работы Альтюссера.
Согласно Лешеку Колаковскому, альтюссеровские обоснования отличия науки от другого типа труда представляют собой неубедительную тавтологию. Концепты неравномерного развития и сверхдетерминации туманны и банальны, повторяя идеи Энгельса об относительной автономии надстройки. Они не имеют отношения к Марксу, лишая к тому же марксизм его специфики. Схожим образом Раймон Арон окрестил марксизм Альтюссера «мнимым» марксизмом «для агреже», подчёркивая его отвлечённый философский характер и оторванность от конкретного исторического, социологического или экономического анализа. Идеи о детерминирующей роли экономики «в конечном счёте» довольно банальны, как и различение науки и идеологии. «Структуралистская мистификация» Альтюссера, согласно Арону, имела целью обосновать научность исторического материализма, но даже не была способна концептуализировать «социалистическое пророчество» о революции. Тезис об эпистемологическом разрыве у Маркса неверен: Маркс всегда оставался гуманистом, утверждение Альтюссера исходит из ложной посылки научности прибавочной стоимости, которая, по оценке Арона, в современной экономике считается метафизической.
Мишель Фуко подверг критике альтюссеровский концепт вечной идеологии и категорию неизменного субъекта как метафизические заблуждения. В книге «Археология знания» (1969) Фуко решительно отверг определение идеологии как отношения людей к условиям своего существования; Альтюссер позже принял ряд аргументов Фуко в своих «Элементах самокритики» (1974). Материальное существование идеологии было неразрешимым парадоксом для Фуко, который в итоге отказался от концепта идеологии. По его мнению, представления о формируемом идеологией субъекте есть разновидность обычной метафизики, а исследования субъективации в области идеологии — бесполезный поиск сущности вещей там, где её нет. Хотя Фуко и использовал идеи Альтюссера о школьной системе в работе «Надзирать и наказывать» (1975), он полагал, что «господство над телом» на современном Западе возникло исторически случайно, а не на основе альтюссеровских «вечных форм».

## Влияние

### Философия и социальные науки
Работы Альтюссера оказали огромное влияние на несколько поколений французских мыслителей, многие из которых, как, например, Фуко и Деррида, были его студентами. Влияние Альтюссера носило междисциплинарный характер и вышло за рамки постмарксизма: постструктуралисты (Фуко и другие) использовали в переработанном виде ряд идей Альтюссера, они рассматривали индивида в большей степени как порождение структур. Вслед за Альтюссером они отрицали телеологическое или прогрессистское понимание истории и рассматривали общество как децентрированное целое, представляющее собой социальное образование из взаимосвязанных экономических, политических и культурных элементов, без приоритета какого-либо измерения. Несмотря на функционализм, Альтюссер являлся предшественником постмодернистского «культурного марксизма» и культурных исследований Бирмингемской школы.
Некоторые аспекты проекта Альтюссера вдохновляли аналитический марксизм, критический реализм (в рамках этого направления идею о знании как производственной практике развивала социолог и философ Рой Бхаскар) и лингвистическую философию. Структурную причинность для трактовки истории как отсутствующей причины использовал Фредрик Джеймисон. Понятие сверхдетерминации (отказ от оппозиции сущность — явление и дискурса объективности, завершённости или последовательности на социальном и индивидуальном уровнях) сыграло важную роль в подходе к субъективности у Эссекской школы теории дискурса. Альтюссер внёс большой вклад в формирование современного спинозистского имманентного материализма, который развивали Жиль Делёз, Этьен Балибар и Антонио Негри.

### Влияние теории идеологии
Теория идеологии Альтюссера как репрезентации воображаемого отношения индивидов к условиям собственного существования (с учётом его обращения к психоанализу) оказалась очень востребованной. Она широко распространилась в социальных и гуманитарных науках и послужила основанием постмаркизма. Для Джудит Батлер альтюссеровский анализ идеологии послужил отправным пунктом в гендерных исследованиях, для Терри Иглтона — в литературной критике. Концепция Альтюссера повлияла на формирование Люблянской философской школы. Славой Жижек и другие её представители анализировали идеологии тоталитарных режимов (фашизм и сталинизм), используя теорию идеологических аппаратов государства. Несмотря на собственную ревизию альтюссеровской концепции, Жижек оценивал Альтюссера выше, чем Фуко и Хабермаса.
Луи Альтюссер прожил такое количество жизней…пережил столько приключений: личных, исторических, философских, политических, повлиял на такое количество действий, дискурсов и существований самой силой своей блестящей и провокативной мысли… что самые изощрённые и противоречивые толкования никогда не смогут осушить её источник..
Понятие интерпелляции подверглось обширной критике за функционализм (у Альтюссера отсутствовали конфликт между разными интерпелляциями, возможности неудачной интерпелляции и сопротивление ей) и классовый редукционизм. Например, Джудит Батлер обращала внимание на чрезмерное сходство альтюссеровской интерпелляции с религиозной трактовкой власти. Несмотря на многочисленные ревизии, понятие оказало значительное влияние на теорию дискурса, литературную критику, киноведение, исследования культуры, радикальную социологию, феминистскую философию и психоанализ.

### Альтюссер и альтюссерианство
Теоретические положения Альтюссера, направленные на обновление марксизма и придание ему солидности, широко обсуждались в 1960-е годы во всём мире. Марксизм Альтюссера был привлекательным для многих, поскольку сочетал внеисторические категории структурализма с явно историческим по своему характеру марксизмом и предлагал, как казалось, научную альтернативу идеализму и историзму в виде холистского анализа современного капитализма. Большое влияние Альтюссера как во Франции, так и среди англоязычных марксистов было также вызвано близостью с модными тогда структуралистскими веяниями в таких дисциплинах, как лингвистика, этнография и психоанализ. Альтюссерианство быстро превратилось в одну из самых значительных интеллектуальных парадигм и породило широкий спектр новых междисциплинарных инициатив в международном масштабе. В определённый момент практически возникла новая ортодоксия, настолько влиятельными были идеи альтюссерианцев в таких разных областях, как литературная критика и кинокритика, политическая социология, социальная антропология, феминистская социальная теория, эпистемология, исследования культуры, социология развития.
Во Франции после событий 1968 года авторитетность Альтюссера (как, впрочем, и марксизма) пошла на убыль, а к концу 1970-х годов практически сошла на нет, хотя французский мыслитель оставался популярным в США в 1970-е и в начале 1980-х годов. В середине 1970-х годов Альтюссер получил известность, в частности, среди американских социологов, которые его часто цитировали. В 1970-е годы Альтюссера читали и коммунисты Италии и Латинской Америки, «новые левые» в английских и американских университетах. В Латинской Америке популярность идей Альтюссера продолжала возрастать и после его смерти. Однако альтюссеровская трактовка Маркса не пережила 1970-е годы. Причиной этому стали как изменения в его теоретических позициях, так и печально известные события в его личной жизни и исторические судьбы марксизма в конце XX века в целом. Политические аспекты проекта Альтюссера (прежде всего теоретическая практика) и альтюссерианства с его защитой ленинизма оказались в забвении к началу 1980-х годов в связи с общим изменением политической обстановки, прихода «новых правых» и изменений позиций левых на постмарксизм и антимарксизм. В англо-американском аналитическом марксизме, особенно после критики Томпсона, Альтюссера просто забыли. В 1980-е годы дебаты вокруг его работ прекратились, хотя многие темы, которые Альтюссер обсуждал (критика эссенциализма и гуманизма, телеология и философия субъекта) оставались важными элементами философских дискуссий. В тот момент казалось, что время Альтюссера ушло навсегда, а его идеи воспринимались как пережиток прошлого.

### Наследие. Альтюссер сегодня
После смерти Альтюссера, в 1990-е годы, во Франции было опубликовано несколько томов его ранее не издававшихся текстов: автобиография «Будущее длится долго» и рукопись «Факты», а также лагерный дневник и переписка 1940—1945 годов; два тома работ по психоанализу; четыре тома философских и политических текстов, раннего и позднего периодов, а также работы разных лет (в частности, рукопись «Макиавелли и мы»); личные письма. Сразу после публикации, в начале 1992 года, автобиография «Будущее длится долго» стала бестселлером и привлекла широкое внимание. Автобиография остаётся объектом критического внимания в последнее десятилетие. Одновременно с автобиографией вышла первая биография Альтюссера, написанная Я. Мулье-Бутаном. С начала 1990-х годов вышло большое количество исследований по разным аспектам творчества Альтюссера. В 1998 году Альтюссеру был посвящён отдельный номер журнала «Rethinking marxism», в 2005 году — журнала «Borderlands». В 2005 году сборник статей «Ленин и философия» вышел в России, хотя и не в полном объёме. В 2006 году в Италии прошла конференция по Альтюссеру, а в России была опубликована первая книга Альтюссера полностью — «За Маркса». В 2000-е годы на разных языках (французском, английском и итальянском) появляются работы по позднему периоду его творчества. Среди современных работ, посвящённых Альтюссеру, можно отметить публикации Антонио Негри, вторые издания классической монографии Грегори Эллиота (2006) и работы Микко Лахтинена (2009), монографии Уоррена Монтэга (2002) и Люка Ферретера (2005). Первый номер международного журнала о творчестве Альтюссера «Décalages» (под редакцией У. Монтэга) вышел в 2012 году.
Возрождение интереса к Альтюссеру в 1990-е годы, параллельно с посмертными публикациями (их издание было в основном завершено во Франции в 1998 году), было довольно неожиданным. Можно говорить о новом всплеске интереса к альтюссеровской мысли. Современное поколение исследователей по-разному интерпретирует наследие Альтюссера. К его темам обращаются многие известные мыслители из числа некоторых бывших его студентов и тех, на кого он оказал влияние (Балибар, Рансьер, Машерей, Бадью, Жижек, Лакло и Батлер). Критически развиваемые ими идеи продолжают обсуждение таких альтюссеровских вопросов, как теоретический антигуманизм в период «возвращения субъекта», идеологическая субъективация и интерпелляция, сверхдетерминация и артикуляция, связь между структурой и конъюнктурой. Например, Жак Деррида в известной книге «Призраки Маркса» (1993) неявно полемизировал с эпистемологическим разрывом Альтюссера и рассматривал неоднородность текстов философа через призму деконструкции, обыгрывая альтюссеровское сравнение Гегеля с призраком. По мнению исследователя В. Н. Фурса, по-прежнему актуален парадигмальный поворот, провозглашённый и реализованный Альтюссером: преодоление философии, центрированной на субъекте (модели сознания). Работы Альтюссера продолжают оказывать косвенное воздействие на исследования в области литературной критики, политической философии, истории, экономики и социологии. Влияние Альтюссера отмечается в таких направлениях современной политической критики, как феминизм, постколониальные исследования и квир-теория.
Ранее не издававшиеся тексты Альтюссера, написанные на разных этапах его интеллектуального развития (особенно рукописи позднего периода), вызвали оживлённую международную дискуссию и дебаты после их публикации на английском языке. Позднее творчество философа предлагает различные варианты для диалога с современной радикальной мыслью, включая постструктурализм, постопераизм, деконструкцию, левое хайдеггерианство и многие другие. В то же время формулировки позднего Альтюссера, вероятно, имеют более сильную связь с марксистской традицией, чем многие разновидности недавнего постмарксизма. В настоящее время концепты Альтюссера применяются философами, политическими теоретиками и просто активистами в рамках «поворота к Марксу» и марксистскому анализу, чтобы объяснить и наметить альтернативы современной социально-экономической ситуации.
В 2005 году в театре Монпарнас (Париж) была поставлена пьеса «Кайман» (автор — Антоун Ро, режиссёр-постановщик — Ханс Петер Клос). Роль Альтюссера исполнил Клод Риш. Альтюссер фигурирует в детективном посмодернистском романе Лорана Бине «Седьмая функция языка» (2015).

## Комментарии
1. ↑  «На что годится Альтюссер? Ни на что»
2. ↑  Также известна как Элен Легосьен (в Сопротивлении) и Элен Легосьен-Ритман[60]
3. ↑  Галлюцинации, вызванной лекарствами.
4. ↑  Башляр опирался на идеи о научных революциях Александра Койре, у которого Кун в свою очередь черпал вдохновение[5].
5. ↑  Гастон Башляр не был марксистом и рассматривал эпистемологические трудности в ментальном смысле, с психологической точки зрения. Поэтому Альтюссер внёс определённые изменения в идею Башляра, хотя нигде не критиковал его прямо. В трактовке Альтюссера эпистемологические трудности могут быть только частью идеологической практики определённой социальной формации. Эпистемологический разрыв есть историческое, а не просто ментальное событие внутри научного сообщества[117].
6. ↑  Исследователь Микко Лахтинен полемизирует с трактовкой Эллиота.
7. ↑  Концепт конденсации взят из психоанализа Лакана[237]
8. ↑  Исследователи насчитывали до десятка определений идеологии у Альтюссера[242].
9. ↑  Исследователь Уоррен Монтэг отмечает существенное изменение позиций Альтюссера между  1964 и 1970 годом; после смерти Альтюссера была опубликована ещё одна работа об идеологии 1966 года, проливающая свет на эволюцию мыслителя[243].
10. ↑  Альтюссер серьёзно изучал тексты Лакана в 1960-е годы, хотя в целом критически оценивал теорию Лакана, поскольку считал её философской концепцией, а не научной. Психоанализ (трудно отличимый от идеологий в гуманитарных науках) вёл к биологическим объяснениям и, одновременно, к теории морального субъекта, которые были неприемлемы для Альтюссера[249].
11. ↑  Комментаторы Альтюссера чаще указывают на Воображаемое Лакана как источник для Альтюссера. У. Монтэг выводит теорию идеологии Альтюссера, включая его трактовку Воображаемого, из философии Спинозы[252].
12. ↑  Чтобы уйти от понятия сознания Альтюссер ввёл «проживаемое» (фр. vécu) людьми отношение, как эквивалент Воображаемого. Некоторые комментаторы, в частности, Поль Рикёр, видели в таком подходе феноменологические корни[257][258].
13. ↑  С этой точки зрения, альтюссеровская интерпелляция (идеология) имела сходство с  коллективными и социальными представлениями Дюркгейма и их воздействием («отпечатком») на индивида. Религия у Дюркгейма скорее является мифом, чем ложным знанием, и конституирует субъектов для поддержания социального порядка. Коллективные или социальные представления существуют в форме материальных практик; аппараты и практики Альтюссера так же материальны, как и социальный факт Дюркгейма.
14. ↑  Тезисы о материальном существовании идеологии, как и трактовка идей или представлений имманентных действиям, речи, практикам отсылают к Спинозе[272].
15. ↑  «Die Welt is alles, was der fall ist»
16. ↑  У. Монтэг предполагает сходство этих идей с мессианством без мессии в «Тезисах о философии истории» Вальтера Беньямина[313]
17. ↑  Их объединяла также попытка преодолеть методологический индивидуализм (атомизм) и психологический редукционизм большинства социологических теорий и создать «объективную» социальную науку, то есть «научную» теорию социального по аналогии с моделями естественных наук[342]
18. ↑  В Англии альтюссерианство «захватило», по крайней мере, на время, многих редакторов «New Left Review» и оказывало влияние на новые журналы («Theoretical Practice», «Screen» и др.)[364]

### На русском языке
- Альтюссер Л. Ленин и философия / пер. с франц. Н. Кулиш. — М.: Ад Маргинем, 2005. — 175 с. — ISBN 5-93321-092-7.
- Альтюссер Л. За Маркса / пер. с франц. А. В. Денежкина. — М.: Праксис, 2006. — 392 с. — ISBN 5-901574-59-1.
- Альтюссер Л. Об искусстве. — V-A-C press, 2019. — 112 с. — ISBN 9785604185414.
- Позиция Ленина по отношению к Гегелю. Научно-просветительский журнал «Скепсис». — Доклад, сделанный на Конгрессе по Гегелю в Париже, в апреле 1969 года.
- О связи между Марксом и Гегелем. Научно-просветительский журнал «Скепсис». — Лекция, прочитанная на семинаре Жана Ипполита в феврале 1968 года.
- Кремонини, художник абстрактного // ХЖ. — 2010. — № 77—78.
- Портрет философа-материалиста // ХЖ. — 2010. — № 77—78.
- Человек, эта ночь // ХЖ. — 2010. — № 77—78.
- Идеология и идеологические аппараты государства (заметки для исследования) // НЗ. — 2011. — № 3 (77).
- Преобразование философии // НЗ. — 2012. — № 85.
- Ответ Джону Льюису (Самокритика) // Спільне: Журнал соціальної критики.

### на русском языке
- Арон, Реймон. Воображаемые марксизмы. — М.: Книжный дом «Либроком», 2010. — 384 с. — ISBN 978-5-397-01494-6.
- Балибар, Этьен. Вступительное слово к изданию 1996 года // Альтюссер, Луи. За Маркса / пер. с фр. А.В. Денежкина. — М.: Праксис, 2006. — С. 7—27. — ISBN 5-901574-59-1.
- Балибар, Этьен. Биографическая заметка // Альтюссер Луи. За Маркса / пер. с фр. А. В. Денежкина. — М.: Праксис, 2006. — С. 363—375. — ISBN 5-901574-59-1.
- Матвеев И. Альтюссер: политика теории // НЗ. — 2012. — № 85.
- Потемкин Д. Луи Альтюссер, философ фигуративного // ХЖ. — 2010. — № 77—78.
- Рисмухамедов И.А. Концепции идеологии А. Грамши и Л. Альтюссера и их рецепция в современном неомарксизме (кандидатская диссертация) // СПбГУ. — 2003.
- Смирнов А.А. Славой Жижек и начальный этап формирования Люблянской школы // под ред.д-ра филос. наук проф. Г.М. Нажмудинова; д-ра филос. наук проф. В.В.Томашова. Человек в контексте культуры: актуальные философские проблемы. — Ярославль: ЯрГУ, 2005. — С. 89—103. — ISBN 5-8397-0378-8.
- Смирнов А. Е. Теоретические модели субъективации: Л. Альтюссер, С. Жижек, А. Бадью // Вестник Бурятского государственного университета. Философия. Социология. Политология. Культурология. — Улан-Удэ: БГУ, 2009. — № 14 а. — С. 96—101. — ISSN 1994-0866.
- Соколова Л.Ю. Историко-философские вопросы во французском структурализме // отв. ред. Л. В. Цыпина История философии: традиции и современность. — СПб.: Издательство Санкт-Петербургского университета, 2011. — С. 70—82. — ISBN 978-5-288-05222-4.
- Софронов, Владислав. Луи Альтюссер: возвращение из изгнания // Альтюссер, Луи. Ленин и философия. — Ad Marginem, 2005. — С. 153—175. — ISBN 5-93321-092-7.
- Уэст, Дэвид. По ту сторону субъекта: структурализм и постструктурализм // Континентальная философия. Введение. — М.: Издательский дом «Дело» РАНХиГС, 2015. — 448 с. — ISBN 978-5-7749-0872-1.
- Фурс В. Н. Социально-критическая философия после «смерти субъекта» // Фурс В. Н. Сочинения. В 2 т. — Вильнюс: ЕГУ, 2012. — Т. 1. — С. 45—107. — ISBN 978-9955-773-54-2.
- Шихардин, Н.В. Французский неомарксизм: противостояние гуманизма и сциентизма. — Курган: Курганский гос. университет, 2009. — 131 с. — ISBN 978-5-86328-979-3.
- Шихардин Н.В. Луи Альтюссер: критика, реконструкция и защита марксизма // Вестник Самарского государственного университета (гуманитарная серия). — Самарский государственный университет, 2009. — № 1. — С. 11—17.